# Florilégios e códices botânicos

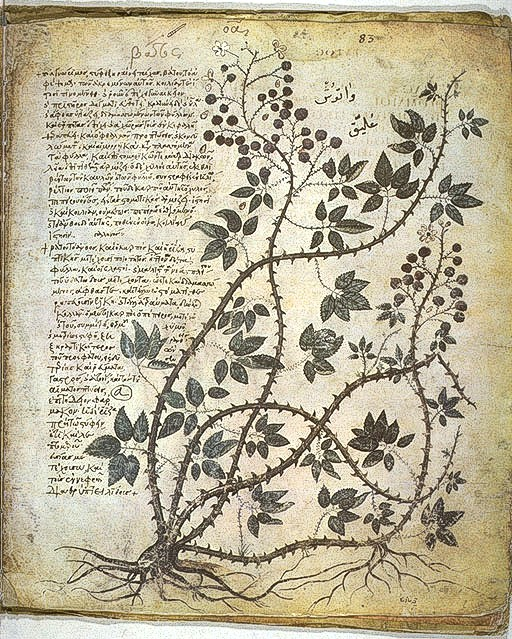
Cópia grega do s. VI de
De Materia Medica

Em botânica, a palavra florilégio aplica-se especialmente a uma colecção de pinturas de plantas, de modo detalhado e preciso, realizadas por ilustradores botânicos a partir de exemplares vivos. Os florilégios são alguns dos livros más ostentosos e caros de produzir devido ao imenso trabalho que implica a sua criação, a execução litográfica, impressão e, finalmente, pintura à maão.
Por outro lado, denomina-se códice a um documento com o formato dos livros modernos, de páginas separadas mas encadernadas. Ainda que tecnicamente qualquer livro moderno seja um códice, este termo latino utiliza-se normalmente para os livros escritos à mão, manufacturados no período desde a antiguidade clássica até ao fim da Idade Média. Neste anexo são listados cronologicamente os florilégios e códices botânicos desde antes da era cristã até ao século XIX.

## Antes da era cristã
- ca. 2800 a. C. Ben Cao Jing Shennong
- De causis plantarum Teofrasto (371—287 a. C.)
- Historia das plantas (Περὶ φυτικῶν ἱστοριῶν α’-θ’; em latim,  De historia plantarum), em nove livros (originalmente dez). Teofrasto (371—287 a. C.)

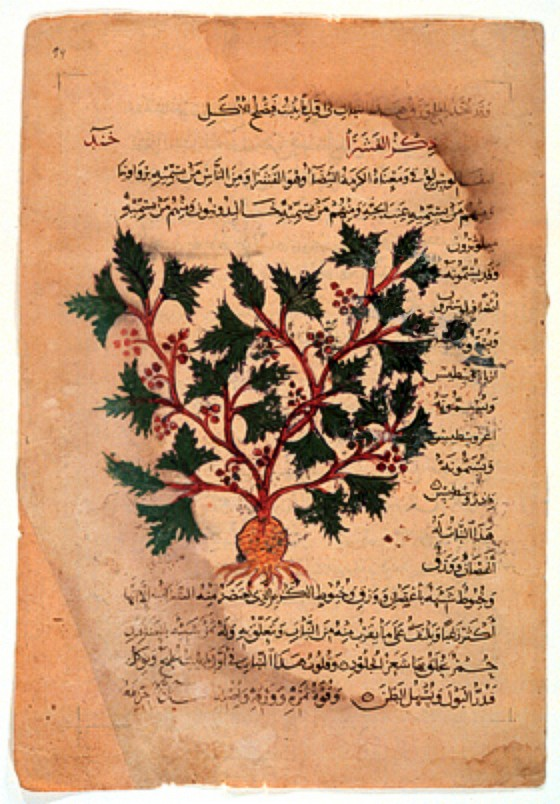
Copia árabe do s. XIII de
De Materia Medica

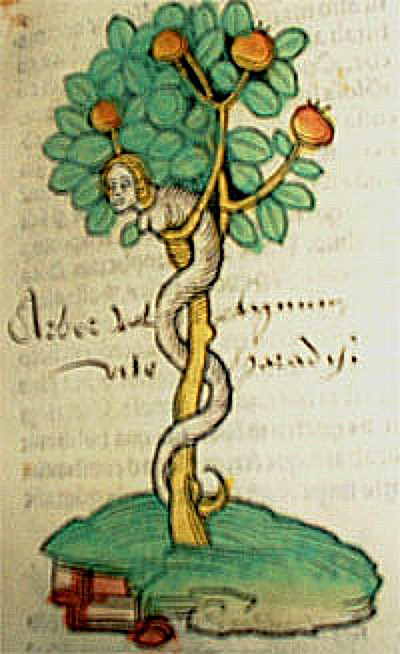
Árvore da Vida
Hortus Sanitatis 1491

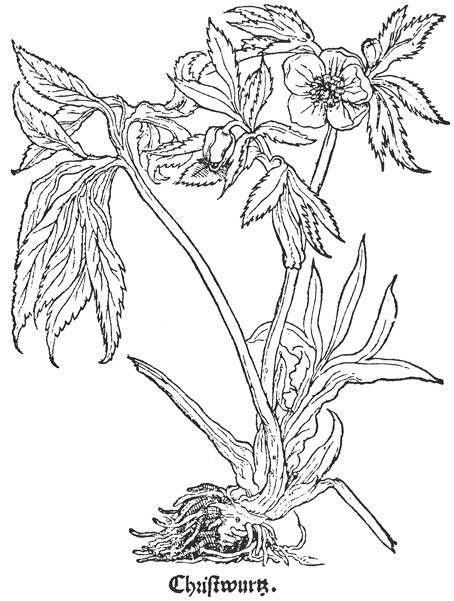
Helleborus niger
Herbarium Vivae Eicones 1530

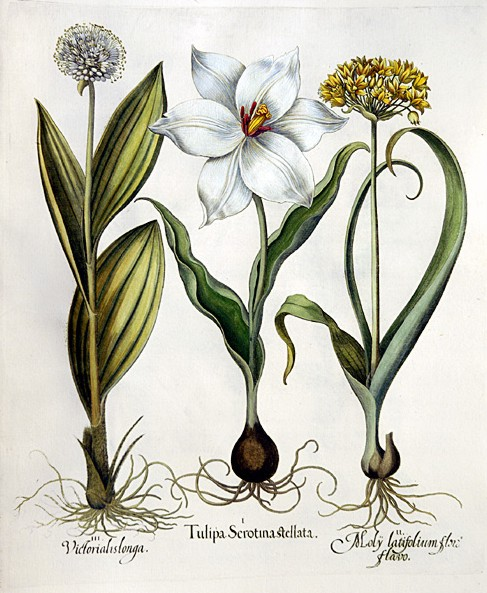
Prancha 79
Hortus Eystettensis 1613

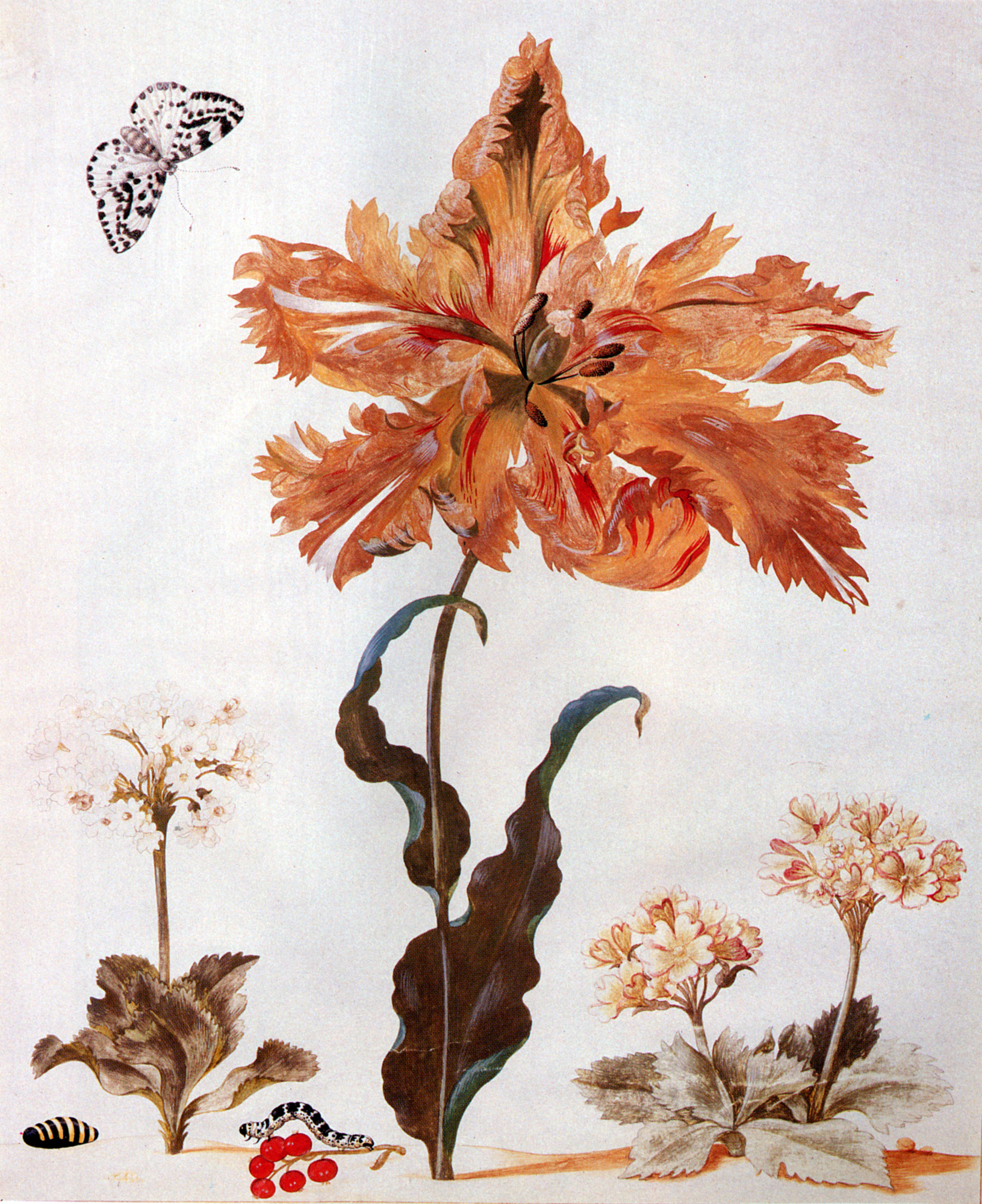
Maria Sibylla Merian
1700

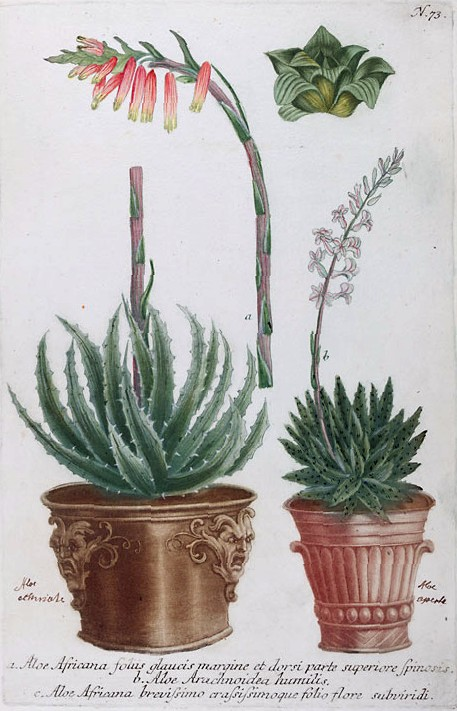
Prancha 73
Phytanthoza iconographia 1737

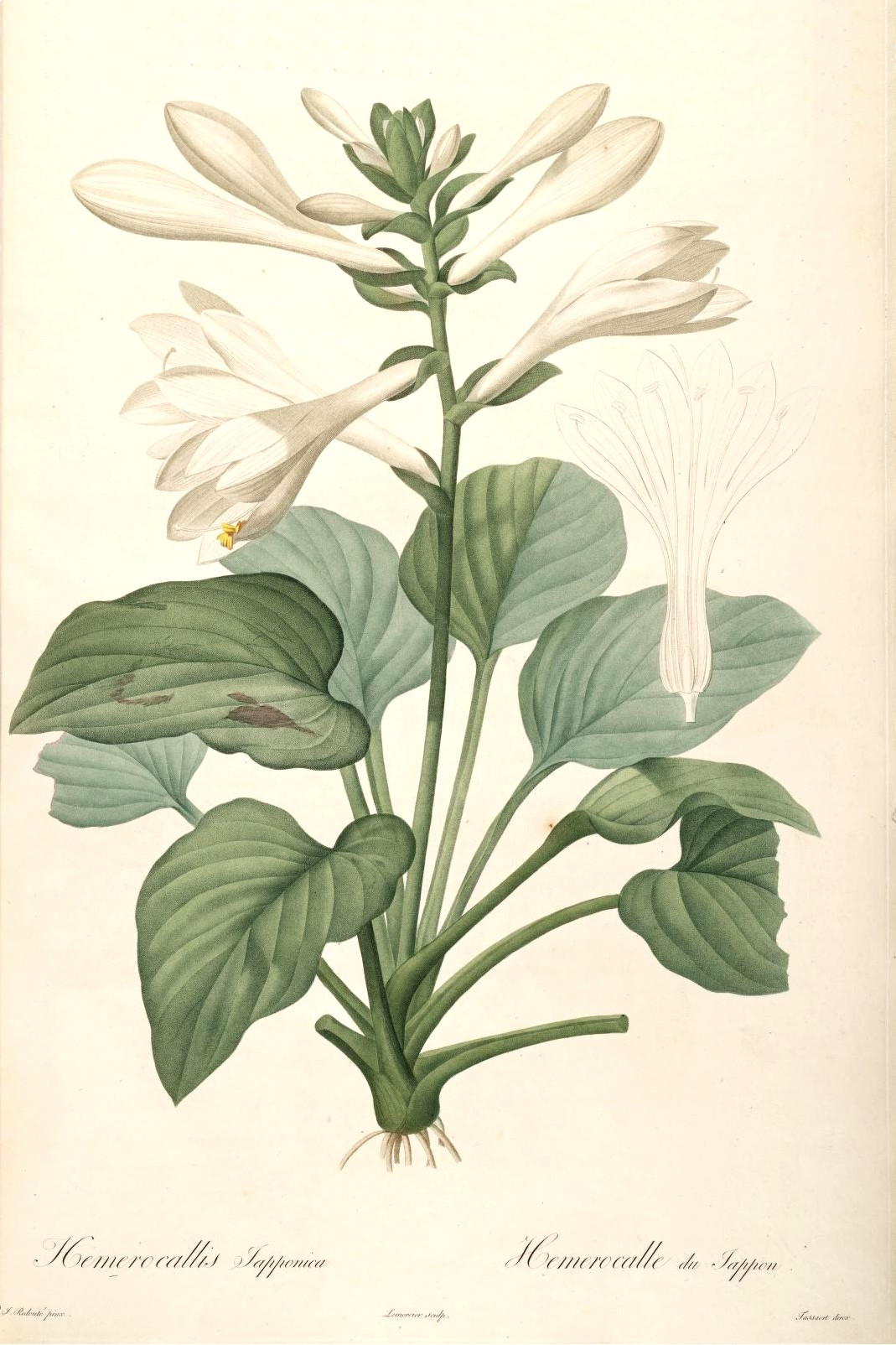
Hemerocallis japonica
Redouté
As liliáceas 1802

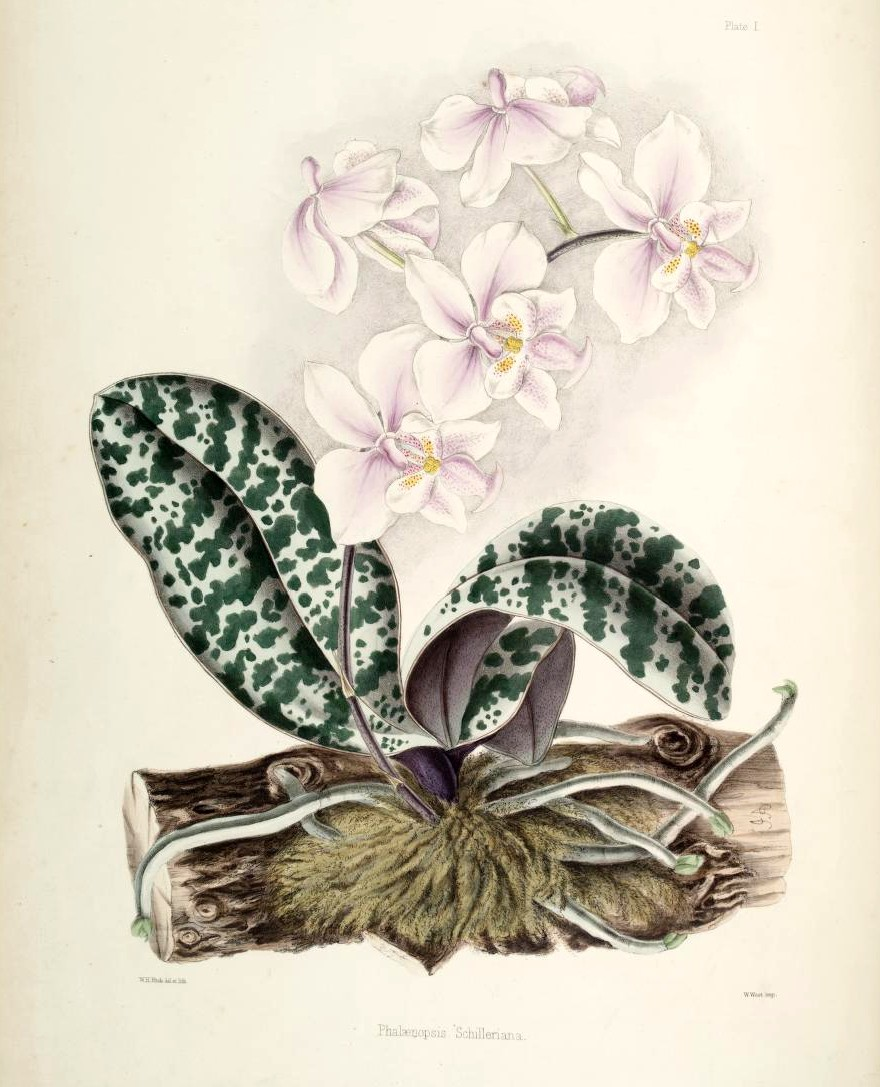
Phalaenopsis schilleriana
Fitch
Select Orchidaceous Plants 1862

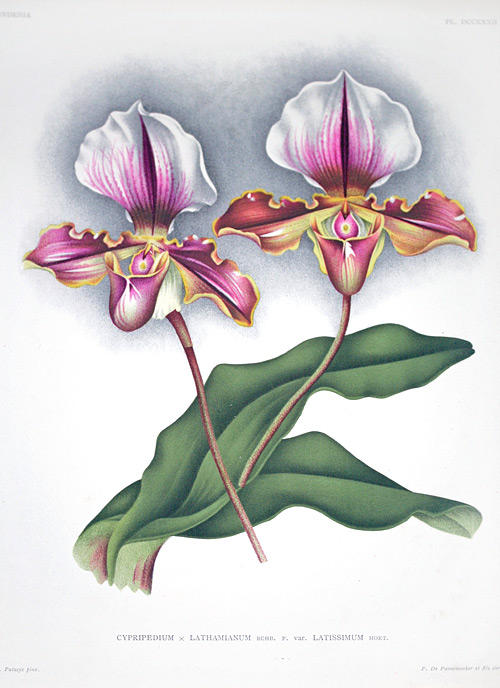
Cypripedium lathamianum
Iconografia das Orquídeas 1885

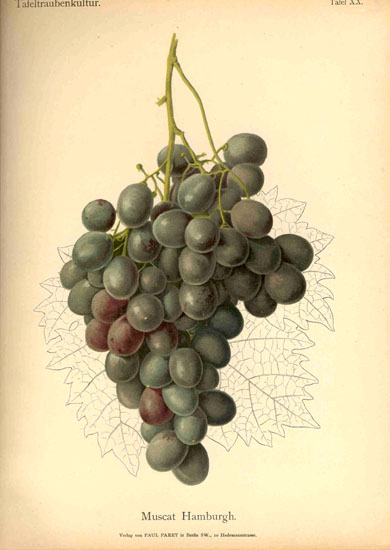
Muscat Hamburgh
Handbuch der Tafeltraubenkultur 1895

## 1-99
- 77 De Materia Medica Dioscórides (40-90)
- Naturalis Historia Plínio, o Velho (23-79 CE)

## 500-599
- 515 Codex Vindobonensis (cópia de De Materia Medica feita para Anícia Juliana, irmã de Anício Olíbrio)

### 1300-1499
- Princípio de 1300s Salerno Liber de Simplici Medicina ou Circa Instans, de Johannes e/ou Matthaeus Platearius
- ca. 1450-ca. 1480 Cluny Livre des Simples Medicines Matthaeus Platearius
- 1475 Augsburgo He nach volget das Puch der Natur Livro da Natureza Konrad von Megenberg (1309-1374)
- 1481/83 Itália/Maguncia Herbarium Apuleii Platonici Apuleius Platonicus
- 1483 Veneza Naturalis Historiæ Plínio, o Velho (23-79)
- 1484 Alemanha Latin Herbarius Peter Schöffer (1425-1502)[3]
- 1485 Alemanha German Herbarius Peter Schöffer (1425-1502)
- 1486 Augsburgo Gart der Gesundheit Peter Schöffer (1425-1502)
- 1491 Maguncia Hortus sanitatis Johannes de Cuba Peter Schöffer (1425-1502)

### 1500-1599
- 1526 Inglaterra The Grete Herball
- 1530 Estrasburgo Herbarium Vivae Eicones Brunfels (1488-1534), Hans Weiditz
- 1530 Estrasburgo Lustgärten und Pflantzungen Christian Egenolff (1502-1555)
- 1536 Paris De Natura Stirpium Jean Ruel (1474-1537)
- 1539 Estrasburgo Kreüter Buch Hieronymus Bock (1498-1554)
- 1542 Basileia De Historia Stirpium L.Fuchs (1501-1566) Albrecht Meyer Heinrich Füllmaurer Veit Rudolf Speckle
- 1544 Veneza Commentarii in Sex Libros Pedacii Dioscoridis Mattioli (1501-1577)
- 1549 Lyons Plantarum effigies Leonhart Fuchs (1501–1566)
- 1551 Londres A New Herball, Wherein are Conteyned the Names of Herbes (Parte 1) William Turner (1508-1568)
- 1562 Colónia A New Herball, Wherein are Conteyned the Names of Herbes (Parte 2) William Turner (1508-1568)
- 1554 Amberes Cruijdeboeck Dodoens (1517-1585)
- 1561 Estrasburgo Historia Stirpium Libri IV Valerius Cordus (1515-1544)
- 1562 Praga Herbarz: Ginak Bylinar (Commentaries on Dioscorides) Mattioli (1501-1577)
- 1563 Goa Coloquios Dos Simples, e Drogas He Cousas Medicinais Garcia de Orta (1501-1568)
- 1568-72 Florilegium in Victoria & Albert Museum Jacques Le Moyne de Morgues (c1533-1588)
- 1569 Sevilha Historia Medicinal Indias Occidentales Nicolás Monardes (1493-1588)
- 1570 Londres Stirpium Adversaria Nova Lobel (1538-1616), Pierre Pena
- 1576 Amberes Plantarum Seu Stirpium Historia Lobel (1538-1616)
- 1576 Espanha Rariorum aliquot stirpium per Hispanias observatarum historia, Carolus Clusius
- 1577 Frankfurt am Main Kreuterbuch. Künstliche Conterfeytunge der Bäume, Stauden Adam Lonicer (1528-1586)
- 1581 Amberes Plantarum Seu Stirpium Icones Lobel (1538-1616)
- 1583 Florença De Plantis Libri XVI Cesalpino (1519-1603)
- 1583 Amberes Stirpium Historiae Pemptades Sex Dodoens (1517-1585)
- 1585 Roma Herbario nuovo Castore Durante (1529-)
- 1592 Nápoles Phytobasanos cui accessit vita Fabi et Lynceorum Fabio Colonna (1567-1650)[4]
- 1597 Londres Herball John Gerard (1545-1611)

### 1600-1699
- 1601 Amberes Rariorum Plantarum Historia Fungorum Historia de l'Écluse (1526-1609)
- 1605 Leida Exoticorum Libri Decem de l'Écluse (1526-1609)
- 1611 Paris Specimen historiæ plantarum; Paul Reneaulme (1560 - 1624)
- 1611 Amberes Curae Posteriores Aethiopicum de l'Écluse (1526-1609)
- 1612 Frankfurt am Main Florilegium Amplissumum et Selectissimum Emanuel Sweert (1552-1612)
- 1613 Hortus Eystettensis Basilius Besler (1561-1629)
- 1614-16 Utrecht Hortus floridus C. van de Passe (1564-1637)
- 1623 Basileia Pinax Theatri Botanici  C.Bauhin (1560-1624)
- 1629 Londres Paradisi in Sole John Parkinson (1567-1650)
- 1633 Roma De Florum Cultura Libri IV Giovanni Battista Ferrari (1584-1655)
- 1635 Paris Canadensium Plantarum, Aliarumque Nondum Editarum Historia Cornut (1606-1651)
- 1640 Londres Theatrum Botanicum John Parkinson (1567-1650)
- 1644 Paris Recueil des Plantes du Jardin du Roi Guy de La Brosse (1586-1641)
- 1644 Amesterdão Theophrasti Eresii de Historia Plantarum Johannes Bodaeus van Stapel (1602-1636)
- 1646 Roma Hesperides sive de Malorum Aureorum Cultura et Usu Libri Quatuor Giovanni Battista Ferrari (1584-1655), Cassiano dal Pozzo (1588-1657)[3]
- 1648 Lugdun Historia naturalis Brasiliae Willem Piso[3]
- 1650 Yverdon Historia Plantarum universalis, Johann Bauhin
- 1660 Altdorf[5] Florae Altdorffinae Deliciae Hortenses sive Catalogus Plantarum Horti Medici Moritz Hoffmann (1622-1698)
- 1672 Amesterdão Waare Oeffening der Planten Abraham Munting (1626-1683)
- 1672 Oxford Plantarum Umbelliferum Robert Morison (1620-1683)
- 1675 Copenhaga Acta Medica et Philosophica Hafniensia Thomas Bartholin (1616-1680)
- 1676 Paris Memoires pour servir à l'histoire des plantes Dionys Dodart (1634-1707)
- 1678 Danzigue Exoticarum...Plantarum Centuria Prima Jacob Breyne (1637-1697)
- 1678-1703 Amesterdão Hortus Malabaricus Hendrik van Rheede et al. (1636-1691)
- 1679 Nuremberga Der Raupen wunderbare Verwandelung und sonderbare Blumennahrung Maria Sibylla Merian (1647-1717)
- 1680 Amesterdão Aloidarium Historia Abraham Munting (1626-1683)
- 1680 Oxford Historia plantarum universalis Oxoniensis Robert Morison (1620-1683)
- 1682 Londres Methodus Plantarum Nova John Ray (1628-1705)
- 1682 The Anatomy of Plants Nehemiah Grew (1641-1712)
- 1685 Amesterdão Simon van der Stel's Journal of his expedition in Namaqualand Simon van der Stel (1639-1712)
- 1686 Paris Voyage de Siam Guy Tachard  (1651-1712)
- 1687 Leida Horti Academici Lugduno-Batavi Catalogus Paul Hermann (ca. 1646-1695)
- 16?? Londres Codex Comptoniana Henry Compton (1632-1713)
- 16?? Holanda Codex Bentingiana Hans Willem Bentinck (1649-1709)
- 16?? Holanda Codex Witsenii Nicolaas Witsen (1641-1717)
- 1686-1704 Londres Historia plantarum generalis John Ray (1628-1705) van Huysum
- 1689 Paris Second Voyage Guy Tachard  (1651-1712)
- 1690 Haia Horti Beaumonti Exoticarum Plantarum Catalogus Franz Kiggelaer (1648-1722)
- 1691 Londres Phytographia Leonard Plukenet (1642-1706)
- 1693 Paris Description des plantes de l'Amérique C.Plumier (1646-1704)
- 1694 Paris Eléments de botanique Institutiones Rei Herbariae Tourn. (1656-1708)
- 1696 Londres Almagestum Leonard Plukenet (1642-1706)
- 1696 Brandemburgo Index Nominum Plantarum Universalis Christian Mentzel (1622-1701)
- 1697 Amesterdão Horti medici amstelodamensis (vol.1) Jan Commelijn (1629-1692)
- 1698 Leida Paradisus Batavus Paul Hermann (1646-1695)

### 1700-1750

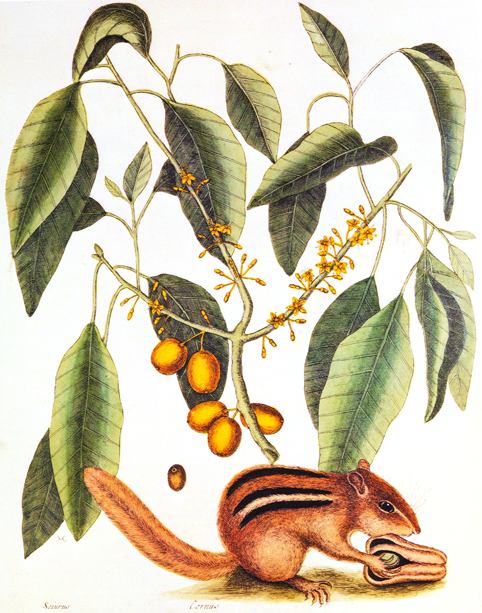
Lâmina de Natural History of Carolina, Florida and the Bahama Islands (1731-1743).

- 1700 Nuremberga Flora Noribergensis Johann Georg Volckamer (1662-1744)
- 1700 Paris Institutiones Rei Herbariae Tourn. (1656-1708)
- 1701 Amesterdão Horti medici amstelodamensis (vol.2)  Caspar Commelijn (1668-1731)
- 1702-9 Londres Gazophylacii naturae & Artis Decas I-X James Petiver (1663-1718)
- 1703 Paris Nova Plantarum Americanarum Genera C.Plumier (1646-1704)
- 1703 Leida Praeludia botanica Caspar Commelijn (1668-1731)
- 1704 De Plantis & Insectis Quibusdam Rarioribus in Hispania Observatis Johann Philipp Breyne (1680-1764)
- 1705 Metamorphosis insectorum Surinamensium Maria Sibylla Merian (1647-1717)
- 1706 Horti medici amstelodamensis Planta Rariores et Exoticae Caspar Commelijn (1668-1731)
- 1707-25 Londres Viaje a las islas Madeira, Barbados, Nieves, St. Christophers y Jamaica Sloane (1660-1753)
- 1712 Lemgo Amoenitatum Exoticarum Engelbert Kaempfer (1651-1716)
- 1714 Paris Icones Plantarum per Galliam, Hispaniam et Italiam Observata ad Vivum Exhibitarum Jacques Barrelier (1606-1673)
- 1716-28 Cambridge Historia Plantarum Succulentarum Bradley (1688-1732)
- 1717 Leida Musaeum Zeylanicum Paul Hermann (1646-1695)
- 1719 Nuremberga Caput Bonae Spei Hodiernum Peter Kolbe (1675-1726)
- 1720 Leida Index Altera Plantarum Herman Boerhaave (1668-1739)
- 1721 Londres A Philosophical Treatise on Husbandry and Gardening Georg Andreas Agricola (1672-1738)
- 1723 Florença Catalogus Plantarum Horti Pisani Michelangelo Tilli (1655-1740)
- 1724 Londres Synopsis Methodica Stirpium Britannicarum Dill. (1684-1747)
- 1724 Flora Capensis Johann Philipp Breyne (1680-1764) Jacob Breyne
- 1728-36 Londres Historia Plantarum Rariorum John Martyn (1699-1768) Jacob van Huysum (1687-1740) William Houstoun Massey G. Sartorys R. Sartorius
- 1728-40 Plantarum minus cognitarum centuria Johann Christian Buxbaum (1693-1730) Johann Georg Gmelin (1709-1755)
- 1730-47 The Natural History of Carolina, Florida, and the Bahama Islands Mark Catesby (1683-1749)
- 1731 Londres The Gardener's Dictionary Philip Miller (1691-1771)
- 1732 Londres Hortus Elthamensis Dill. (1684-1747)
- 1734-65 Amesterdão Locupletissimi Rerum Naturalium Thesauri Albertus Seba (1665-1736)
- 1735 Leida Systema naturae C. Linneo (1707-1778)
- 1735 Amesterdão Bibliotheca botanica C. Linneo (1707-1778)
- 1735 Amesterdão Fundamenta botanica C. Linneo (1707-1778)
- 1736-48 Amesterdão Duidelyke Vertoning - Beschryvingen der Bloemdragende Gewassen Johann Wilhelm Weinmann (1683-1741)
- 1737 Amesterdão Thesaurus Zeylanicus Catalogus Plantarum Africanarum Johannes Burman (1707-1779)
- 1737 Amesterdão Hortus Cliffortianus C. Linneo (1707-1778) Georg Dionysius Ehret (1708-1770)
- 1737-45 Ratisbona Phytanthoza Iconographia Johann Wilhelm Weinmann (1683-1741) Georg Dionysius Ehret (1708-1770)
- 1737-39 Londres A curious herbal, containing five hundred cuts Elizabeth Blackwell (1700–1758)[3]
- 1738-9 Rariorum Africanarum Plantarum Johannes Burman (1707-1779)
- 1739 São Petersburgo Stirpium rariorum in Imperio Rutheno Johannes Amman (1707-1741) Philipp Georg Mattarnovy (1716-1742)
- 1739 Danzigue Prodromi fasciculi rariorum plantarum primus et secundus Johann Philipp Breyne (1680-1764)
- 1741-1755 Amesterdão Herbarium Amboinense Georg Eberhard Rumphius/Georg Eberhard Rumpf (1627-1702)[3]
- 1742 Oxford Historia muscorum Johann Jacob Dillenius (1684-1747)
- 1747 Estocolmo Flora Zeylanica L. (1707-1778)

### 1750-1799

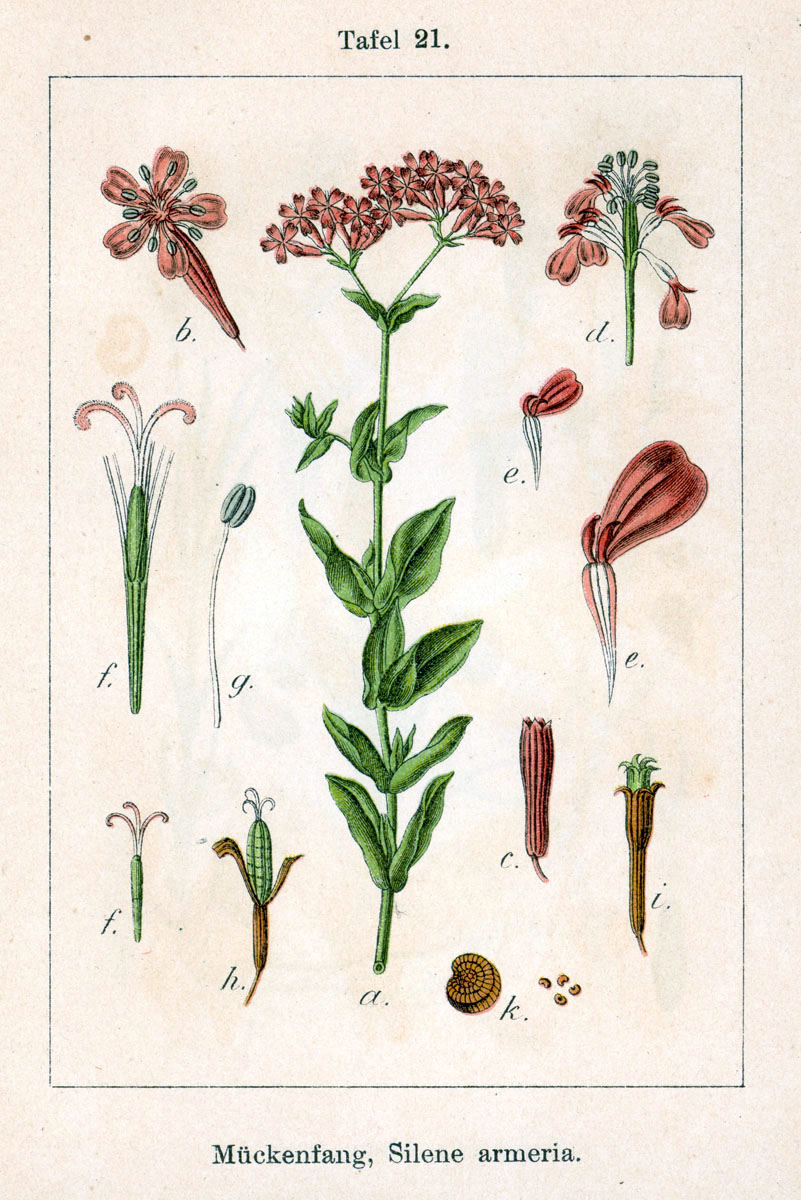
Silene armeria em Deutschlands Flora in Abbildungen

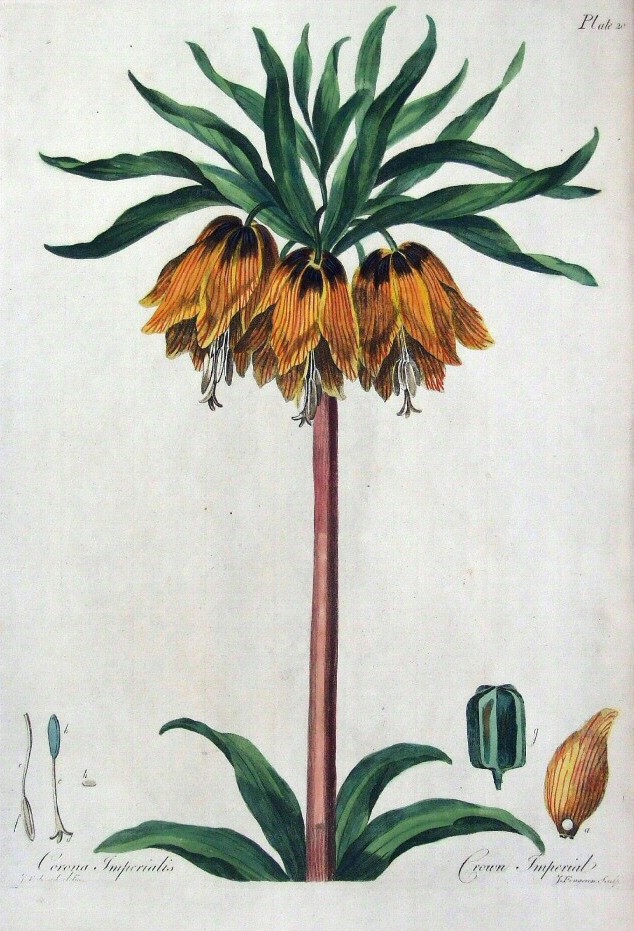
Crown Imperial FritallariaThe British Herbal

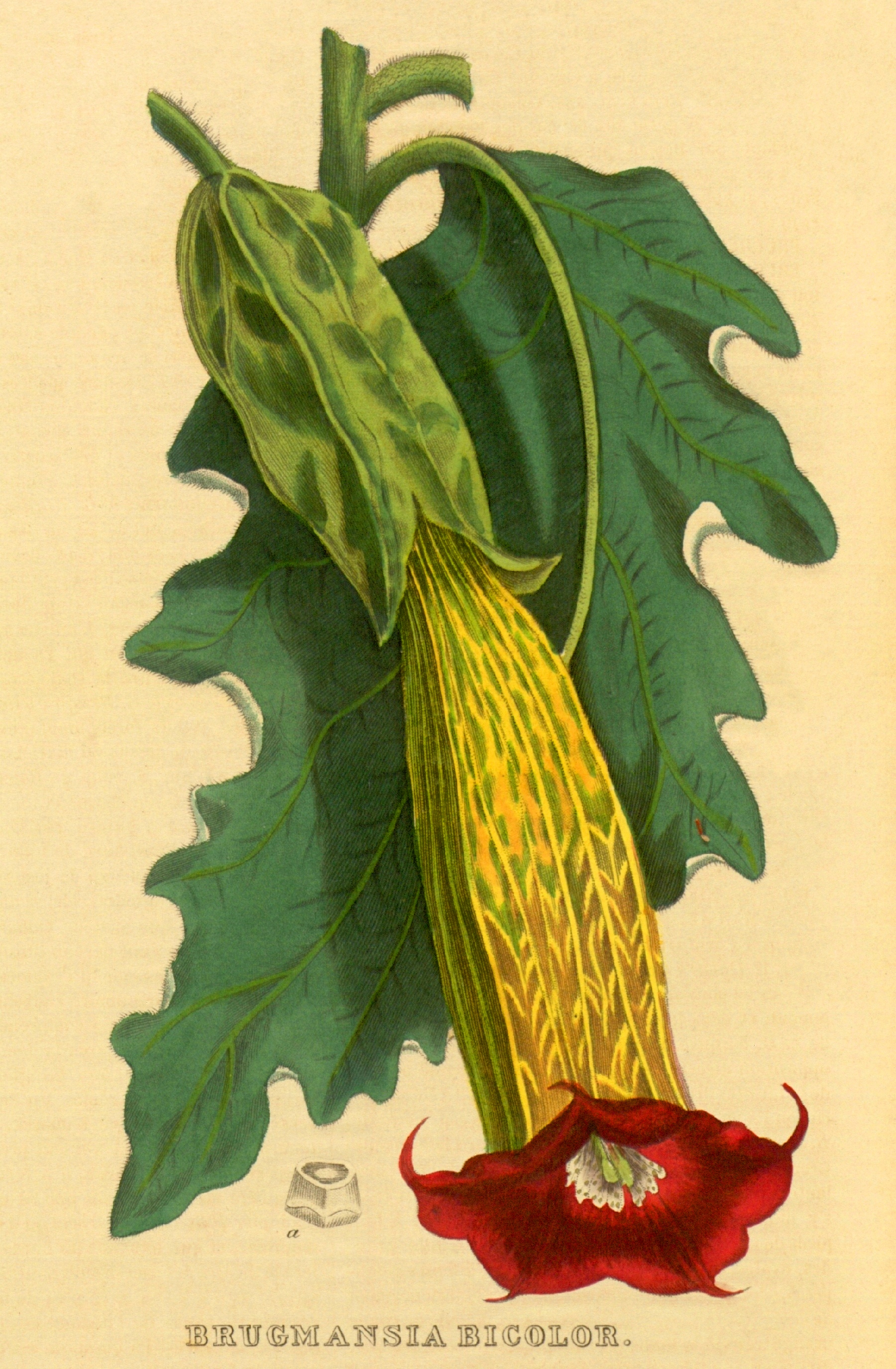
Brugmansia bicolor

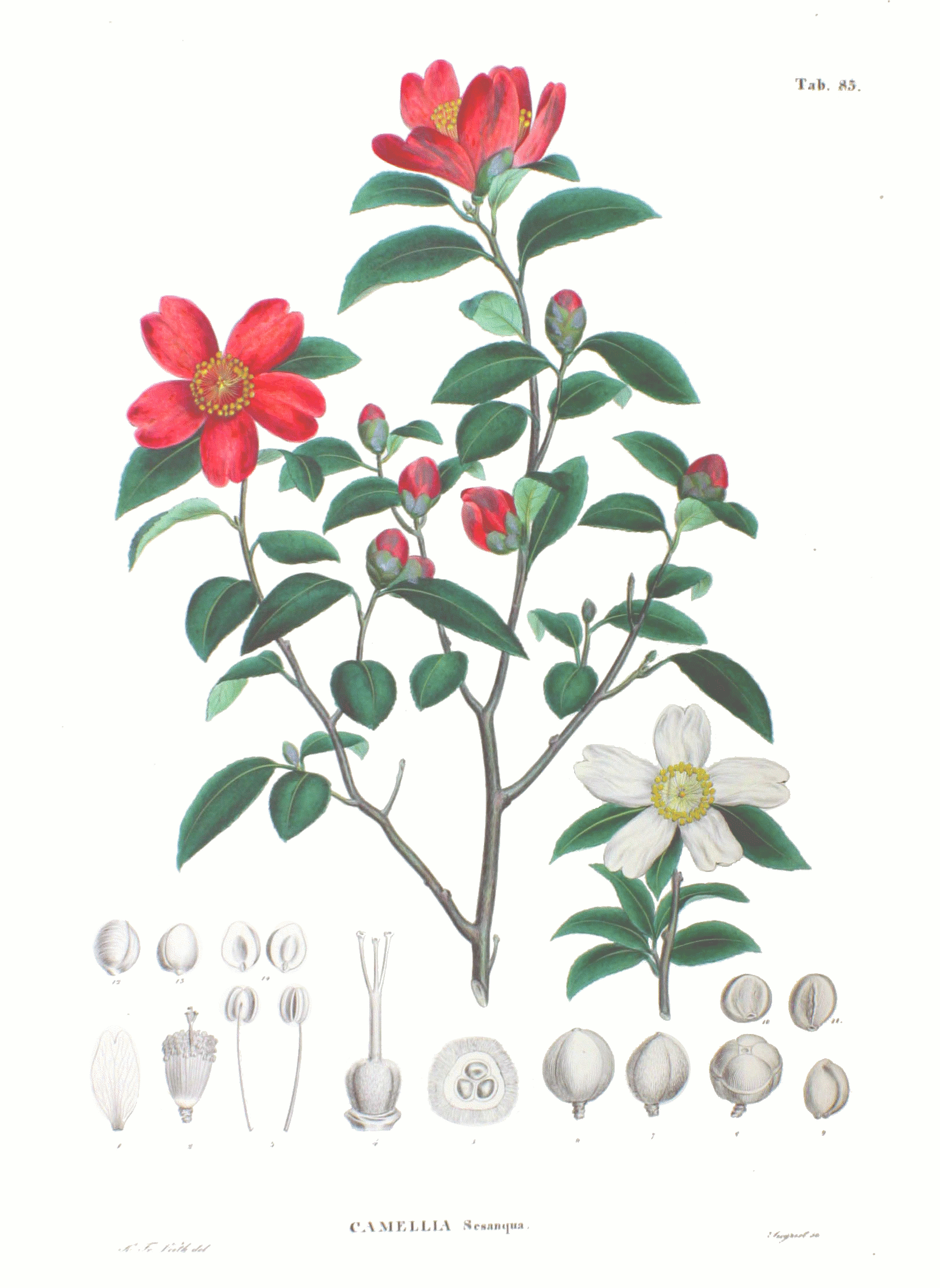
Ilustração de Camellia sasanqua

- 1750-73 Plantae selectae Georg Dionysius Ehret (1708 - 1770) Christoph Jacob Trew[6]
- 1750-73 Nuremberga Herbarium Blackwellianum emendatum Elizabeth Blackwell (1700–1758)[3]
- 1750-86 Nuremberga Hortus Nitidissimus Christoph Jacob Trew
- 1753 Estocolmo Species Plantarum L. (1707-1778)
- 1754 Estocolmo Genera Plantarum L. (1707-1778)
- 1756 The Civil and Natural History of Jamaica; Patrick Browne ( 1720-1790), Georg Dionysius Ehret (1708 – 1770)
- 1758 Pomologia Fructologia Johann Hermann Knoop
- 1758 Estocolmo Iter Hispanicum; Pehr Löfling (1729 - 1756)
- 1759 Enumeratio Methodica Plantarum; Philipp Conrad Fabricius (1714 -1774)
- 1759-75 Londres The Vegetable System; John Hill (1716 – 1775)
- 1760 Definitiones Generum Plantarum; Georg Rudolf Boehmer (1723 - 1803)
- 1761 Halle Flora Halensis; Friedrich Wilhelm von Leysser (1731 - 1815)
- 1761-1883 Flora Danica Georg Christian Oeder et al.
- 1762 Londres Flora Anglica; William Hudson (1730 – 1793)
- 1762 Enumeratio Stirpium Pleraumque; Nikolaus Joseph von Jacquin (1727 - 1817)
- 1762-67 Viena Stirpium Austriarum Fasciculus; Heinrich Johann Nepomuk von Crantz (1722 - 1797)
- 1763 Viena Selectarum Stirpium Americanarum Historia; Nikolaus Joseph von Jacquin (1727 - 1817)
- 1763-64 Paris Familles des Plantes Michel Adanson (1727-1806)
- 1767 Estocolmo Descriptiones Plantarum ex Capite Bonae Spei Peter Jonas Bergius (1730-1790)
- 1767 Estocolmo Mantissa Plantarum L. (1707-1778)
- 1767 Londres Hortus Europae Americanus Mark Catesby (1683-1749)
- 1767-68 Palermo La Natura e Coltura de'Fiori fisicamente esposta in due trattati Filippo Arena (1708-1789) P.M. Camareri[7][8][9]
- 1768 Berna Historia Stirpium Indigenarum Helvetiae Inchoata; Albrecht von Haller (1708 - 1777)
- 1769-70 Londres The British Herbal John Edwards (1742-1815)
- 1768 Amesterdão Flora Indica. . . nec non Prodromus Florae Capensis; Nicolaas Laurens Burman ( 1734 - 1793)
- 1770-76 Viena Hortus botanicus vindobonensis Nikolaus Joseph Jacquin[3]
- 1771 Leipzig Spicilegium Florae Lipsicae; Johann Christian Daniel von Schreber (1739 - 1810)
- 1771 Lisboa Fasciculus plantarum cum novis generibus et speciebus; Domenico Vandelli  (1735 - 1816).
- 1771 Estocolmo Mantissa Plantarum Altera L. (1707-1778)
- 1771-72 Viena Flora Carniolica, Editio Secunda; Giovanni Antonio Scopoli (1723 - 1788)
- 1773-78 Viena Floræ Austriacæ Nikolaus Joseph Jacquin[3]
- 1774-83 Herbier Artificiel Pierre Buchoz
- 1774  Auctarium ad Synopsim Methodicam Stirpium Horti Reg. Taurinensis Carlo Allioni
- 1775 Flora Aegyptiaco-Arabica; Peter Forsskål (1732 - 1763)
- 1775 Leida Afbeeldingen van zeldzaame gewassen Nicolaas Meerburgh[3]
- 1775 Londres & Paris Histoire des Plantes de la Guiane Françoise; Jean Baptiste Christophore Fusée Aublet (1720 - 1778)
- 1775 Londres Characteres Generum Plantarum; Johann Reinhold Forster
- 1776-83 Paris Flora Parisiensis Pierre Bulliard (1752-1793)
- 1777 Praga Introductio ad Historiam Naturalem; Giovanni Antonio Scopoli (1723 - 1788)
- 1777 Illustrations of the sexual system of Linnaeus John Miller Johann Sebastien Mueller (1715-1790) 07
- 1777 Londres Flora Londinensis William Curtis (1746-1799) James Sowerby Sydenham Edwards William Kilburn
- 1779 Grenoble Prospectus de l'Histoire des Plantes de Dauphiné: Domínique Villars (1745 - 1814)
- 1779-91 Leipzig Observationes Botanicae; Anders Jahan Retzius (1742 - 1821)
- 1780-95 Herbier de la France Pierre Bulliard (1742-93)
- 1782 Supplementum Plantarum; L.f.
- 1783-1801 Londres A Collection of Flowers drawn after Nature John Edwards (1742-1815)
- 1784 Leipzig Flora Japonica Carl Thunberg (1743-1828)
- 1784-1788 Madrid Parte práctica de Botánica Antonio Palau y Verdera (1734 - 1793)
- 1784-1788 Flora Rossica; Peter Simon Pallas (1741 - 1811)
- 1785 Estocolmo A Voyage to the Cape of Good Hope Anders Erikson Sparrman (1748-1820)
- 1785 Turim Flora Pedemontana; Carlo Allioni (1728 - 1804)
- 1786 Halle Florulae Insularum Australium Prodromus Georg Forster (1754-1794)
- 1786 Nuremberga Hortus nitidissimus Christoph Jacob Trew (1695-1769)
- 1786-89 Paris Histoire des Plantes de Dauphiné; Domínique Villars (1745 - 1814)
- 1786-89 Estocolmo Catalogue of the Museum Carlsonianum Anders Erikson Sparrman (1748-1820)
- 1787 Londres The Botanical Magazine William Curtis (1746-1799)
- 1787 Mannheim Ueber einige künstliche Geschlechter aus der Malven-Familie; Friedrich Kasimir Medikus (1736 – 1808)
- 1787 Paris Cours de botanique Pierre Philippe Alyon (1758–1816)[10]
- 1788 Paris Recueil des Plantes Gravée par Ordre du Roi Louis XIV Dionys Dodart (1634–1707)
- 1788 Paris Cornus :specimen botanicum Charles Louis L'Héritier de Brutelle (1746-1800) Redouté[3]
- 1788 Paris  Monadelphiae classis dissertationes decem Cav.
- 1788 Nova Genera et Species Plantarum seu Prodromus; Peter Olof Swartz (1760 - 1818)
- 1788 Londres Flora Caroliniana Thomas Walter (1740 - 1789)
- 1788 Tubinga De Fructibus et Seminibus Plantarum, Joseph Gaertner.
- 1788-92 Nápoles Plantarum Rariorum Regni Neapolitani; Domenico Maria Leone Cirillo (1739 - 1799)
- 1788-93 Estocolmo Travels in Europe, Africa and Asia Carl Thunberg (1743-1828)
- 1788-1800 Leipzig Tentamen Florae Germanicae; Albrecht Wilhelm Roth (1757 - 1834)
- 1789 Londres A Narrative of Four Journeys into the Country of the Hottentots and Caffraria William Paterson (1755-1810)
- 1789 Londres Hortus Kewensis; William Aiton (1731 - 1793)
- 1789 Paris Voyage en Barbarie; Jean Louis Marie Poiret (1755 - 1834)
- 1789 Munique Baiersche Flora; Franz von Paula Schrank (1747 - 1835)
- 1789-91 Londres Plantarum Icones Hactenus Ineditae; James Edward Smith
- 1790 Londres Travels into the Interior Parts of Africa François Le Vaillant (1753-1824)
- 1790 Plantes grasses Redouté (1759-1840)
- 1790 Flora Cochinchinensis; João de Loureiro (1717 - 1791)
- 1790 Enumeratio Systematica Plantarum, quas in insulis Caribaeis; Nikolaus Joseph von Jacquin
- 1790-94 Symbolae Botanicae; Martin Vahl (1749 – 1804)
- 1790-95 Medical Botany William Woodville James Sowerby
- 1790-1813 English Botany Sowerby's Botany James Sowerby James E. Smith
- 1791-1806 Madrid Icones et Descriptiones Plantarum; Antonio José de Cavanilles
- 1791-1823 Paris Tableau Encyclopédique et Methodique; Jean-Baptiste de Lamarck e Jean Louis Marie Poiret
- 1792 Mannheim Pflanzen-Gattungen; Friedrich Kasimir Medikus (1736 – 1808)
- 1793 Haarlem Icones Plantarum Rariorum
- 1794 Londres Coloured Engravings of Heaths Henry Charles Andrews fl.(1794 - 1830)[10]
- 1794 Uppsala Prodromus Plantarum Capensium Carl Thunberg (1743-1828)
- 1794 Marburgo Methodus Plantas Horti Botanici et Agri Marburgensis; Conrad Moench (1744 - 1805)
- 1794 Madrid Florae Peruvianae, et Chilensis Prodromus; Hipólito Ruiz López e José Antonio Pavón y Jiménez
- 1795 Paris Figures de la Flore des Pyrénées; Philippe-Isidore Picot de Lapeyrouse (1744 - 1818)
- 1796 Erlangen Deutschland Flora; Georg Franz Hoffmann (1760 - 1826)
- 1796 Weimar Der geöffnete Blumengarten August Iohann Georg Carl Batsch
- 1796 Nuremberga Deutschlands Flora in Abbildungen; Jacob Sturm (1771 - 1848)
- 1797 A Description of the Genus Cinchona Aylmer Bourke Lambert (1761-1842)[3]
- 1797-1806 Erlangen Flora Indiae Occidentalis; Peter Olof Swartz (1760 - 1818)
- 1797-1812 Botanist's Repository Henry Charles Andrews fl.(1794 - 1830)
- 1798 Paris Histoire des champignons de la France Pierre Bulliard (1742-93)
- 1798 Madrid Florae Peruvianae, et Chilensis Prodromus  Hipólito Ruiz e  José Antonio Pavón y Jiménez[3]
- 1798-99 Paris Flora Atlantica :sive historia plantarum quae in Atlante René Louiche Desfontaines (1750-1833) Redouté (1759-1840)[3]
- 1799 Paris Tableau du Regne Vegetal; Étienne Pierre Ventenat
- 1799 Jena Primitiae Florae Werthemensis; August Wilhelm Eberhard Christoph Wibel ( 1775 - 1814 )
- 1799-1807 Temple of Flora Robert John Thornton (1768 - 1837) Thomas Medland (1755-1833) Philip Reinagle (1749-1833)[11]
- 1799-1837 Plantarum historia succulentarum A. P. de Candolle (1778-1841) Redouté (1759-1840)

### 1800-1824

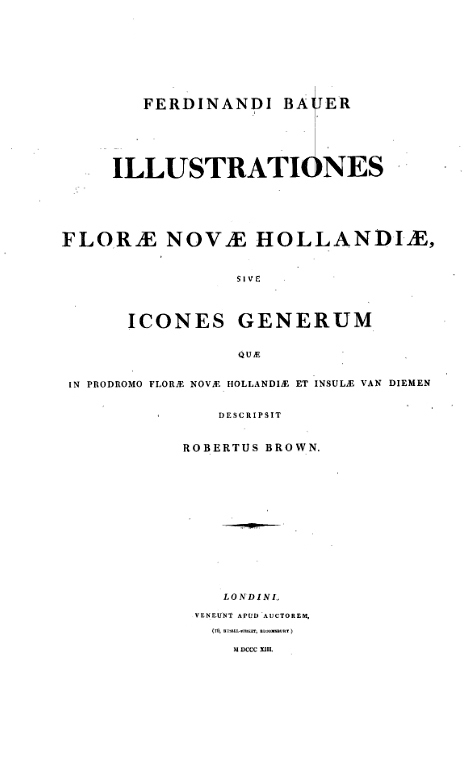
Frontispício de Florae Novae Hollandiae

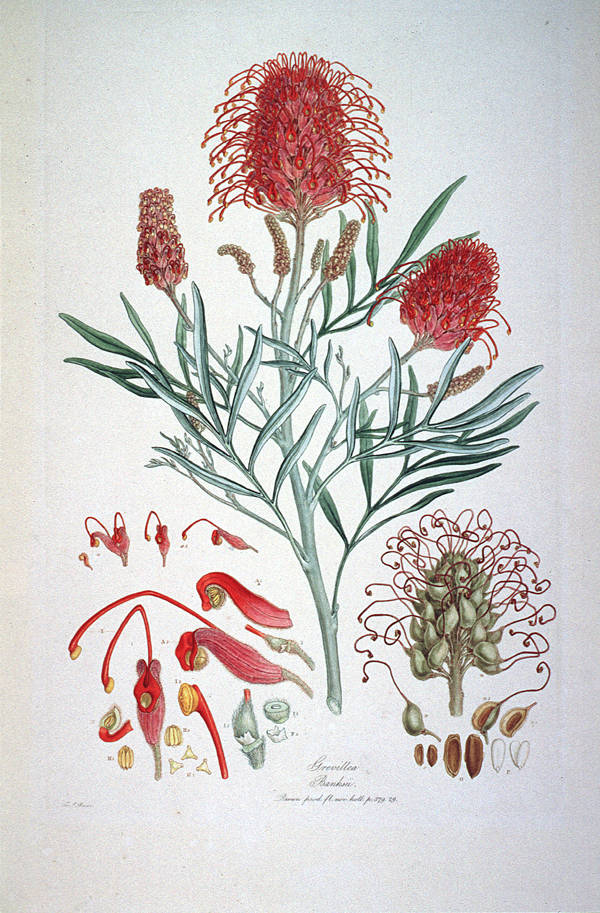
Grevillea banksii em Illustrationes Florae Novae Hollandiae

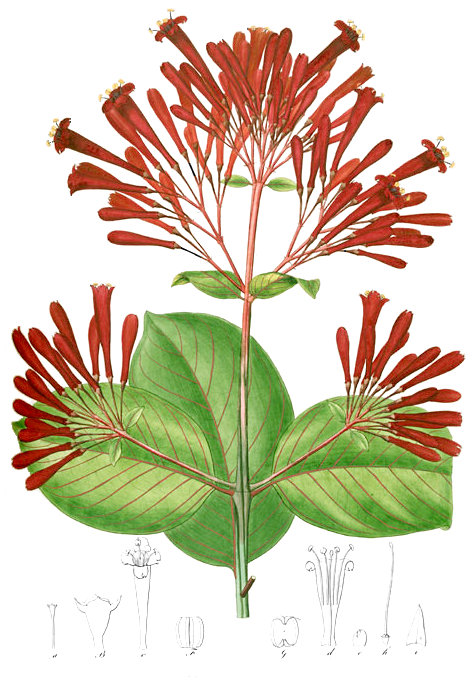
Ferdinandusa speciosa em Plantarum Brasilliae icones et descriptiones hactenus ineditae

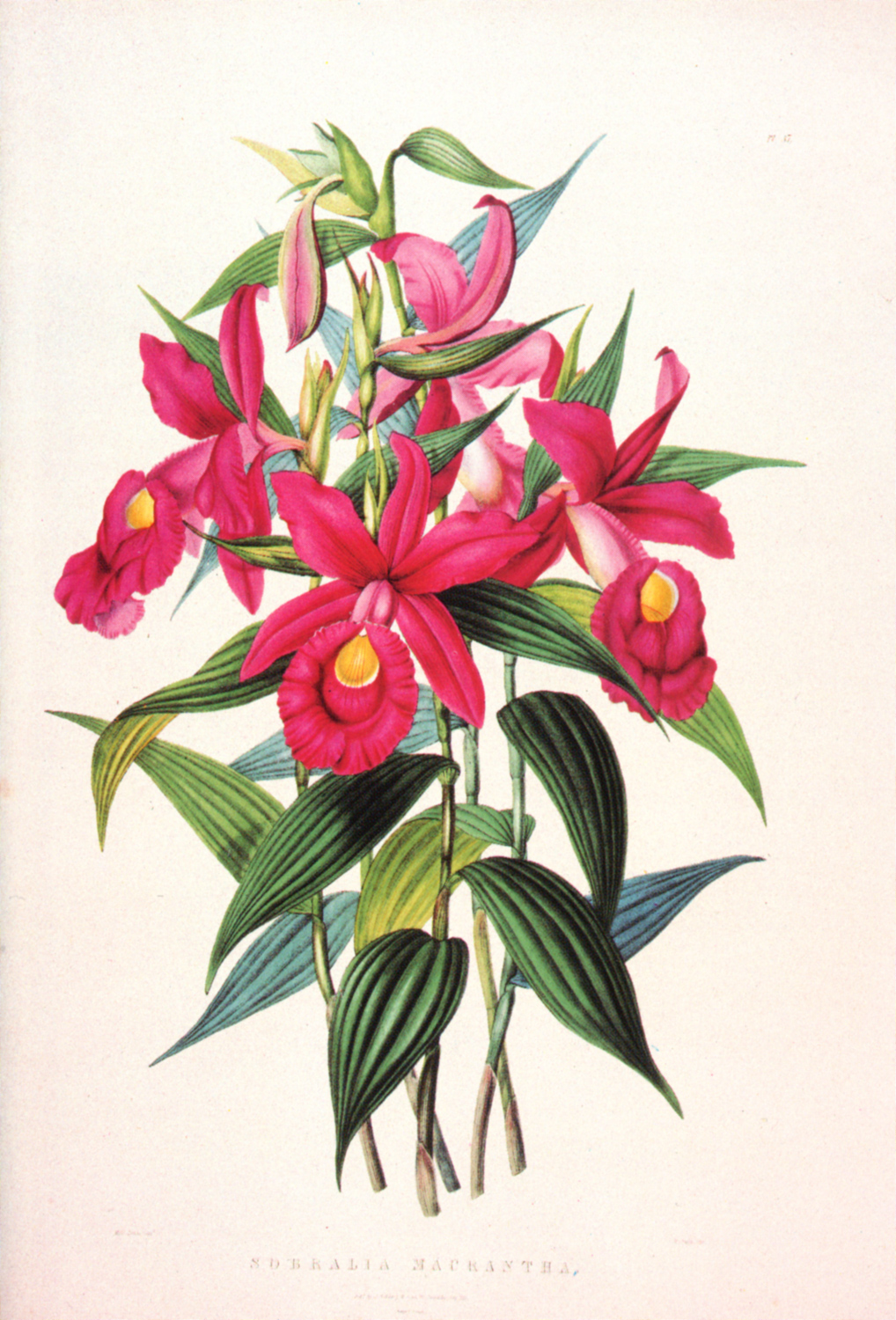
Sobralia macrantha em The Orchidaceae of Mexico and Guatemala

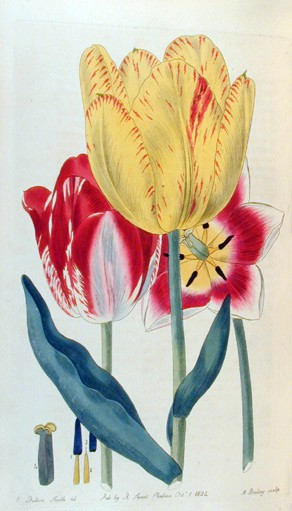
Desenhos de túlipas realizados por E.D. Smith para a obra de Robert Swett "The British Flower Garden: coloured figures & descriptions of the most ornamental & curious hardy herbaceous plants" (1823-1829).

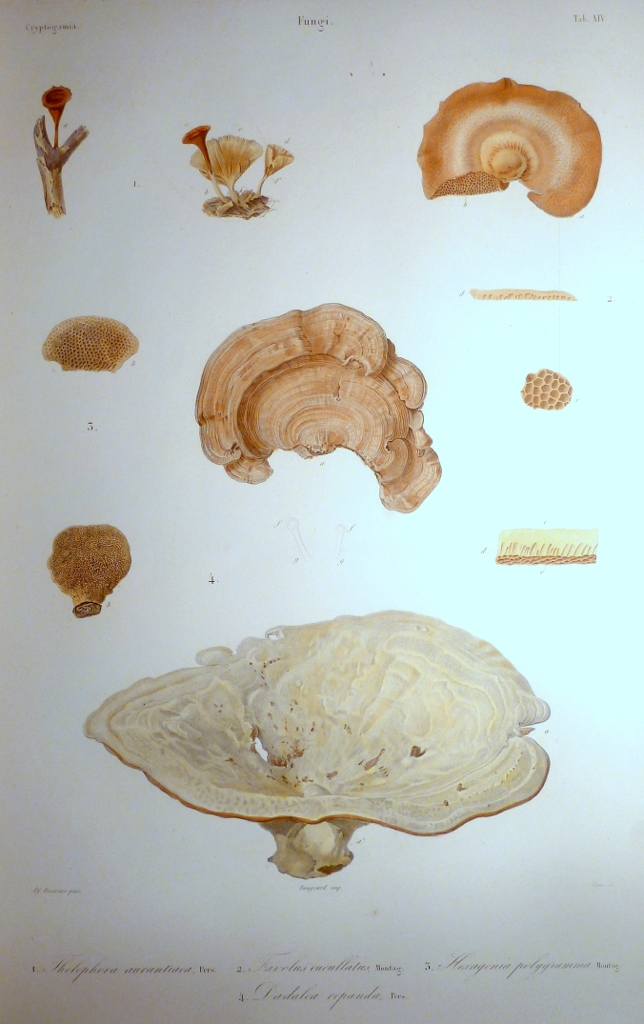
Ramón de La Sagra, 1855 - Historia Física Política y Natural de la Isla de Cuba, tomo XII, Atlas de Botánica - Tabl. XIV

- 1800 Paris Description des plantes nouvelles Etienne Pierre Ventenat (1757-1808)
- 1800-03 Theoretisches-praktisches Handbuch der Forstbotanik und Forsttechnologie Moritz Balthasar Borkhausen
- 1800-03 Leipzig Species Astragalorum; Peter Simon Pallas (1741 - 1811)
- 1800-04 Londres Flora Britannica; James Edward Smith (1759 – 1828)
- 1800-22 Viena Icones Plantarum Ferdinand Bernhard Vietz (1772-1815)
- 1801 Paris Histoire des Chênes de l'Amérique André Michaux (1746-1802) Redouté (1759-1840)
- 1801-09 Viena Icones et descriptiones Graminum austriacorum Nikolaus Thomas Host
- 1802 Frankfurt Descriptio Graminum in Gallia et Germania; Georg Ludwig Koeler (1765 - 1807)
- 1802-12 Viena Descriptiones et icones plantarum rariorum Hungariae Pál Kitaibel (1757-1817) Franz de Paula Adam von Waldstein (1759-1823) Karl Schutz Johann Schutz
- 1802-15 Paris Les liliacées Redouté (1759-1840) DC. F.Delaroche Alire Raffeneau-Delile Louis-Jean Allais (1762-1833)[3]
- 1802  Astragalogia, nempe astragali Redouté (1759-1840)[12]
- 1803 Paris Flora Boreali-Americana (Michaux); André Michaux (1746 - 1802)
- 1803-04 Paris Jardin de la Malmaison: Étienne Pierre Ventenat (1757 - 1808)
- 1804 Paris Voyage à l’ouest des Monts Alléghanys François André Michaux (1770-1855)
- 1804-05 Londres Exotic Botany James Edward Smith (1759 – 1828)
- 1804-06 Londres Annals of Botany; Karl Dietrich Eberhard König & John Sims
- 1804-12 Pomona Britannica George Brookshaw (1751-1823)
- 1805-07 Paris Synopsis Plantarum; Christiaan Hendrik Persoon ( 1761 - 1836)
- 1805-08 Londres Paradisus Londinensis; Richard Anthony Salisbury (1761 - 1829)
- 1805-15 Paris Flore Française; Augustin Pyrame de Candolle (1778 – 1841)
- 1805-20 Paris Flore d'Oware Ambroise Marie François Joseph Palisot de Beauvois
- 1805-26 Karlsruhe Flora Badensis Alsatica; Karl Christian Gmelin (1762 - 1837)
- 1806 Paris Genera Nova Madagascariensia; Louis Marie Aubert Du Petit-Thouars  (1758 – 1831)
- 1807 Paris Le voyage aux régions equinoxiales du Nouveau Continent, fait en 1799-1804 Alexander von Humboldt (1769-1859) Bonpl. (1773-1858)
- 1807-20 Uppsala Flora Capensis Carl Thunberg (1743-1828)
- 1808 Paris Fleurs et Fruits graveés Pancrace Bessa (1772-1835)
- 1808-19 Carcóvia Flora Taurico-Caucasica; Friedrich August Marschall von Bieberstein (1768 - 1826)
- 1809 Viena Fragmenta botanica Nikolaus Joseph Jacquin[3]
- 1810 Londres Botanical Extracts Or Philosophy of Botany Robert John Thornton (1768 - 1837)
- 1810 Ratisbona Revisio Saxifragarum; Kaspar Maria von Sternberg (1761 – 1838)
- 1810 Londres Prodromus Florae Novae Hollandiae et Insulae Van Diemen; Robert Brown (1773 - 1858)
- 1810 Notice sur les Plantes à ajouler à la Flore de France; Jean Louis August Loiseleur-Deslongchamps
- 1810-13 Paris Histoire des arbres forestiers de l'Amerique septentrionale André Michaux (1746-1802) François André Michaux (1770-1855) Redouté (1759-1840)
- 1811 Londres Pomona Herefordiensis Thomas Andrew Knight (1759-1838)
- 1811-21 Madrid Amenidades Naturales de las Españas; Mariano Lagasca y Segura (1776 - 1839)
- 1812 Londres The British Flora Robert John Thornton (1768 - 1837)
- 1812 Paris Essai d'une Nouvelle Agrostographie; Ambroise Marie François Joseph Palisot de Beauvois
- 1812-17 Paris Description des plantes rares cultivees a Malmaison et a Navarre Bonpl. (1773-1858) Pierre-Joseph Redouté (1759-1840)[3]
- 1813 Londres Illustrationes Florae Novae Hollandiae Ferdinand Bauer.
- 1813-15 Paris Description de l'Egypte ... Histoire Naturelle; Alire Raffeneau-Delile (1778 - 1850),
- 1814 Londres A Voyage to Terra Australis; Matthew Flinders (1774 - 1814)
- 1814-17 Paris Herbier général de l'amateur Jean-Claude Michel Mornant de Launay (1750–1816)
- 1815-47 Londres Edwards's Botanical Register Sydenham Edwards (1768-1819) Sarah Drake (1803-1857) John Bellenden Ker Gawler (c1764) Lindl. (1799-1865)
- 1816 Madrid Genera et species plantarum; Mariano Lagasca y Segura (1776 - 1839)
- 1816-24 Charleston A Sketch of the Botany of South-Carolina and Georgia; Stephen Elliott (1771 - 1830)
- 1817 Filadélfia Descriptio uberior graminum; Henry Ernest Muhlenberg (1753 – 1815)
- 1817 Londres Groups of flowers George Brookshaw (1751-1823)
- 1817 Nuremberga Deutschlands Flora In Abbildungen Joseph Sturm (1771-1848)
- 1817 Paris De Orchideis Europaeis Annotationes; Louis Claude Marie Richard (1754 – 1821)
- 1817-18 Filadélfia Vegetable Materia Medica of the United States William Paul Crillon Barton (1786-1856)
- 1817-19 Filadélfia The North American Sylva François André Michaux (1770-1855)
- 1817-20 Boston American Medical Botany Jacob Bigelow (1787-1879)[4]
- 1817-21 Plantarum Brasiliensium; Carl Peter Thunberg (1743 - 1828)
- 1817-30 Estugarda Systema Vegetabilium; Josef August Schultes
- 1818 Muscologia William Jackson Hooker (1786-1865) Thomas Taylor
- 1818 Gotinga Primitiae Florae Essequeboensis; Georg Friedrich Wilhelm Meyer
- 1818 Londres Hortus suburbanus Londinensis; Robert Sweet
- 1818-20 Musci exotici William Jackson Hooker (1786-1865)
- 1818-22 Paris Histoire Naturelle des Orangers Antoine Risso (1777-1845) Pierre Antoine Poiteau (1766-1854)
- 1819 Paris The North American Sylva François André Michaux (1770-1855)
- 1820 Hannover Commentatio de Acaciis Aphyllis; Heinrich Ludolph Wendland (1791 - 1869)
- 1821-22 Berlim Enumeratio Plantarum Horti Regii Berolinensis Altera; Heinrich Friedrich Link
- 1821-23 Filadélfia A Flora of North America William Paul Crillon Barton (1786-1856)
- 1821-24 Estugarda Nomenclator Botanicus; Ernst Gottlieb de Steudel (1783 - 1856)
- 1822 Paris Histoire Particulière des Plantes Orchidées; Louis Marie Aubert Du Petit-Thouars (1758 – 1831)
- 1822 Tournay Commentationes Botanicae; Barthélemy Charles Joseph Dumortier (1797 - 1878)
- 1823-32 Nova Genera et Species Plantarum Brasiliensium Carl Friedrich Philipp von Martius (1794-1868)
- 1923-37 Londres The British Flower Garden; Robert Sweet
- 1823-50 Leipzig Historia naturalis palmarum Mart. (1794-1868)[3]
- 1824-25 Paris Sertum Austro-Caledonicum; Jacques-Julien Houtou de La Billardière (1755 - 1834)
- 1824-26 Calcuta Tentamen Florae Napalensis Illustratae; Nathaniel Wallich (1786 -1854)
- 1824-26 Paris Histoire des plantes les plus remarquables du Bresil; Augustin Saint-Hilaire (1779 - 1853)
- 1824-39 Prodromus Systematis Naturalis Regni Vegetabilis A.DC. (1778-1841)

### 1825-1849

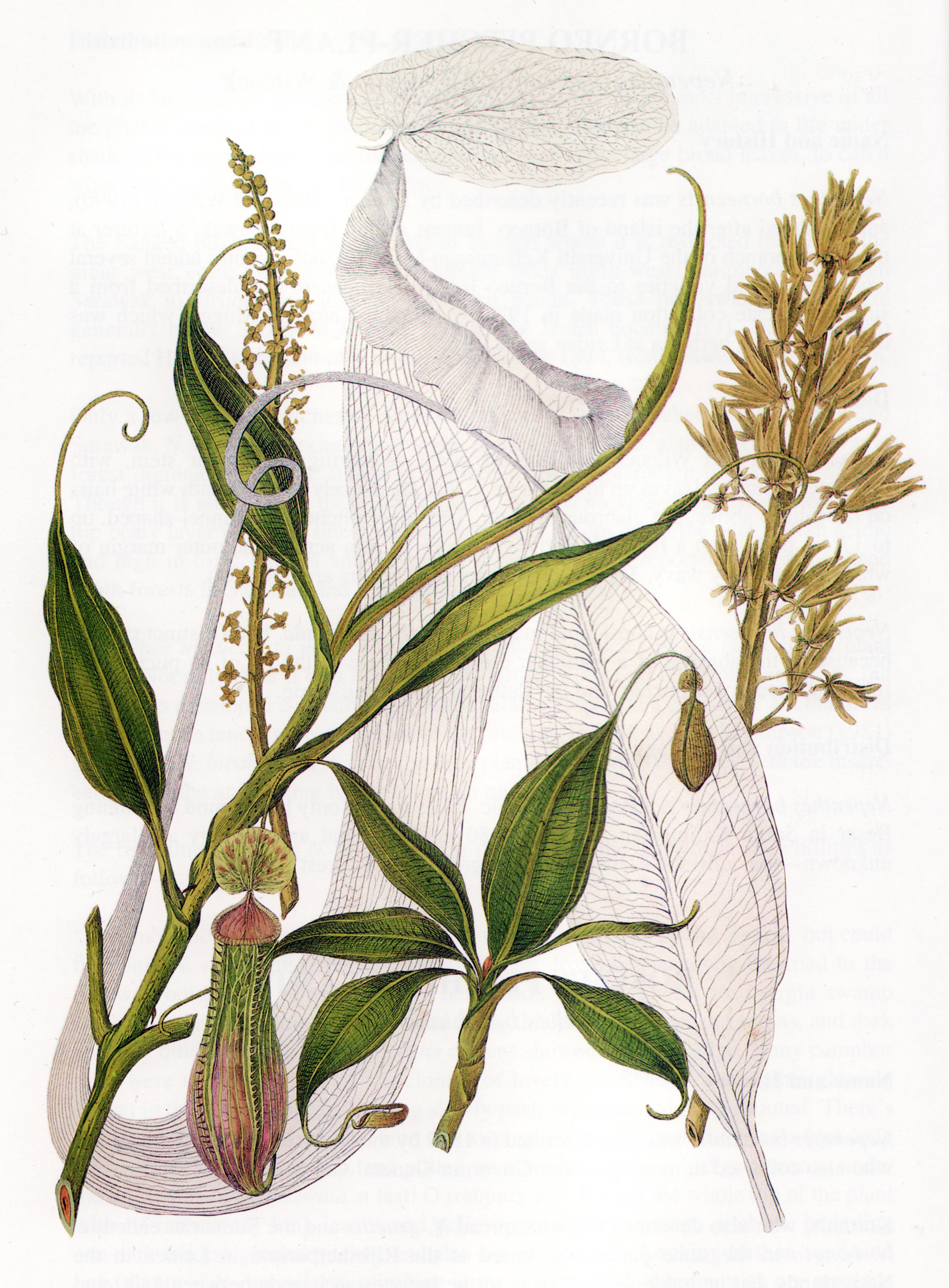
Ilustração original de Nepenthes boschiana, de 1839, por P.W. Korthals.

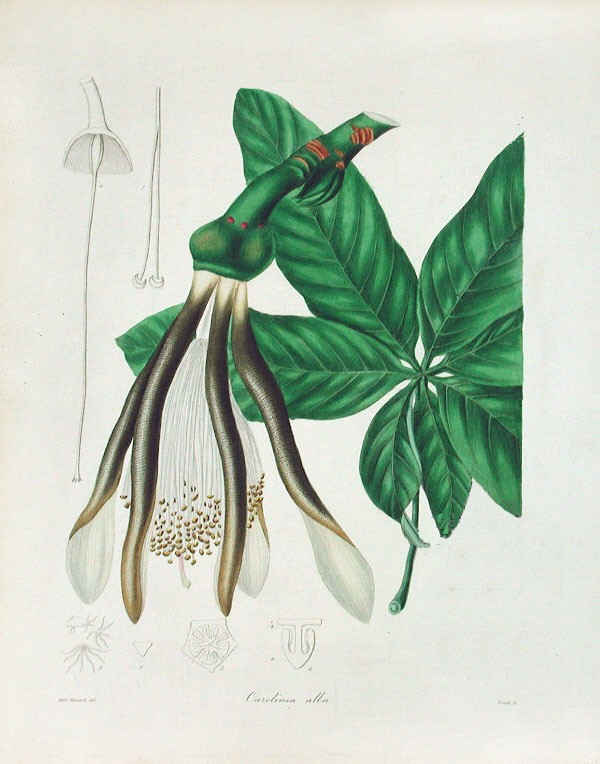
Pseudobombax grandiflorum - 'The Botanist'

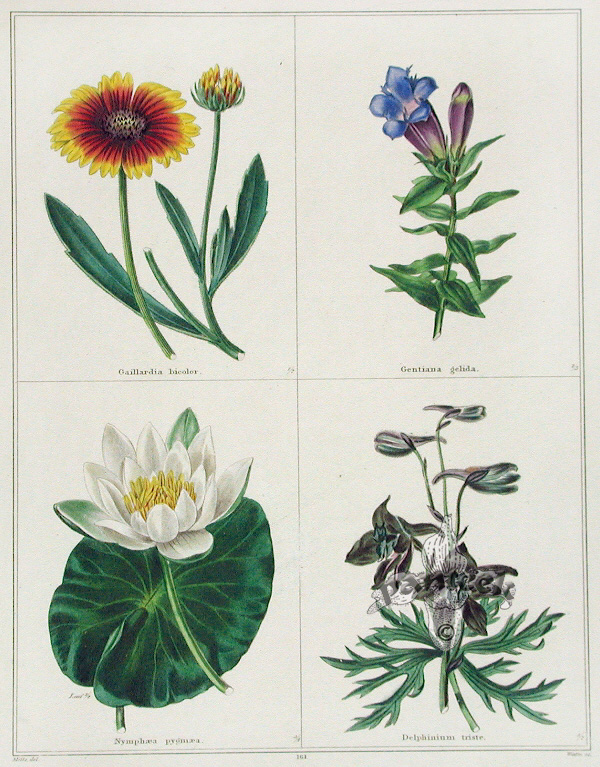
Prancha de 'The Botanic Garden', 1825

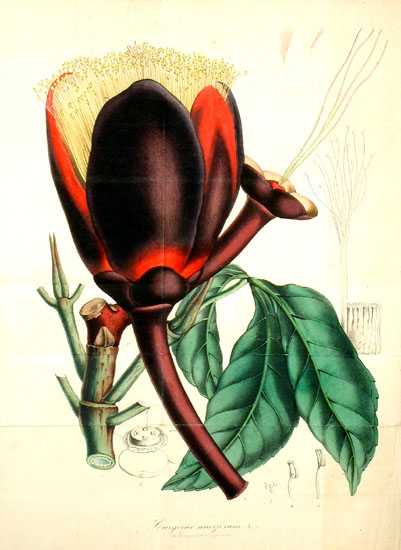
Ilustração de um livro de Charles Lemaire.

- 1825 Londres Prodromus Florae Nepalensis; David Don (1799 - 1841)
- 1825 Filadélfia Vegetable Materia Medica of the United States William Paul Crillon Barton (1786-1856)
- 1825 Jacarta Tabellen en Platen voor de Javaansche Orchideen; Carl Ludwig Blume (1796 - 1862)
- 1825-27 Bijdragen tot de flora van Nederlandsch Indië; Carl Ludwig Blume
- 1825-33 Flora Brasiliae Meridionalis; Augustin Saint-Hilaire
- 1826 West Chester (Pensilvânia) Florula Cestrica William Darlington (1782-1863)
- 1826–1833 Plantarum Brasilliae icones et descriptiones hactenus ineditae de Johann Baptist Emanuel Pohl (1782-1834)
- 1826-39 Londres Sweet's Hortus Britannicus; Robert Sweet (1783 - 1835)
- 1827 Praga Reliquiae Haenkeanae; Karel Bořivoj Presl
- 1827 Icones selectae Plantarum Cryptogamicarum Brasiliensium Mart. (1794-1868)
- 1827-28 Nápoles Florae Siculae Prodromus; Guglielmo Gasparrini (1804 - 1866)
- 1827-33 Paris Choix Des Plus Belles Fleurs Redouté (1759-1840)
- 1828 Londres The Pomological Magazine Lindl. (1799-1865)
- 1828 Paris Flora Gallica; Jean Louis August Loiseleur-Deslongchamps (1774 - 1849)
- 1828-57 Hamburgo Novarum et Minus Cognitarum Stirpium Pugillus; Johann Georg Christian Lehmann (1792 - 1860)
- 1829-32 Londres Plantae Asiaticae Rariores; Nathaniel Wallich (1786 - 1854);
- 1829-40 Flora boreali-americana William Jackson Hooker (1785-1865) David Douglas (1799-1834) John Richardson (1787-1865)
- 1829 Londres An Encyclopaedia of Plants; John Claudius Loudon (1783 - 1843)
- 1830 Londres Loudon's Hortus Britannicus; John Claudius Loudon (1783 - 1843)
- 1830-40 Londres The Genera and Species of Orchidaceous Plants; John Lindley (1799 - 1865)
- 1830-41 Londres The Botany of Captain Beechey's Voyage; William Jackson Hooker e George Arnott Walker Arnott
- 1831 Londres Illustrations and Descriptions of Camellieæ William Chandler Booth (1804-1874) Alfred Chandler (1804-1896) S.Watts Mar de Weddell
- 1831 Nápoles Sylloge Plantarum Vascularium Florae Neapolitanae Hucusque Detectarum; Michele Tenore (1780 — 1861)
- 1831–1834 Londres A selection of hexandrian plants, belonging to the natural orders Amaryllidae and Liliacae Priscilla Susan Falkner Bury (1793-1869)[3]
- 1831-38 Londres A General History of the Dichlamydeous Plants; George Don (1798 – 1856)
- 1832 Londres A Description of the Genus Pinus Aylmer Bourke Lambert (1761-1842)
- 1833 Londres The Genera and Species of Orchidaceous Plants; John Lindley ( 1799 - 1865)
- 1833-38 Bruxelas o horticultor belga Louis van Houtte Charles François Antoine Morren Pierre Auguste Joseph Drapiez Michael Josef Francois Scheidweiler
- 1834 Prodromus Florae Peninsulae Indiae Orientalis; Robert Wight e George Arnott Walker Arnott
- 1835-37 Londres Companion to the Botanical Magazine; William Jackson Hooker (1785 - 1865)
- 1835-45 Nova Genera ac Species Plantarum; Eduard Friedrich Poeppig & Stephan Ladislaus Endlicher
- 1835-70 Leida Flora Japonica; Philipp Franz von Siebold (1796 - 1866)
- 1836 Londres A Natural System of Botany; John Lindley (1799 - 1865)
- 1836 Paris Turín Histoire naturelle, agricole et economique du maïs Matthieu Bonafous (1793-1852)
- 1836 Londres The romance of nature or, the flower-seasons illustrated Louisa Anne Twamley Meredith (1812-1895)
- 1836-38 Filadélfia New Flora and Botany of North America; Constantine Samuel Rafinesque (1783 - 1840)
- 1836-42 Londres The Botanist; Benjamin Maund (1790 - 1863)
- 1836-63 Bona Monographia generum Aloes et Mesembryanthemi; Joseph de Salm-Reifferscheidt-Dyck (1773 - 1861)
- 1836-76 Icones Plantarum William Jackson Hooker (1785-1865) Walter Hood Fitch (1817-1892)
- 1837 Manila Flora de Filipinas; Francisco Manuel Blanco (1778 - 1845)
- 1837-8 Londres Sertum Orchidaceum Lindl. (1799-1865) Sarah Drake (1803-1857) M. Gauci[13]
- 1837-38 Filadélfia Flora Telluriana; Constantine Samuel Rafinesque-Schmaltz (1783 - 1840)
- 1837-41 Amesterdão The Orchidaceae of Mexico and Guatemala James Bateman (1811-1897) Walter Hood Fitch (1817-1892) Sarah Drake (1803-1857) Mrs Withers M. Gauci
- 1838-40 Leida Commentarii Phytographici; Friedrich Anton Wilhelm Miquel (1811 – 1871)
- 1838-42 Londres Genera Filicum; William Jackson Hooker, Franz Bauer
- 1838-43 Nova Iorque A Flora of North America; Asa Gray y John Torrey
- 1838-57 Paris Historia Física Política y Natural de la Isla de Cuba, Botánica, Tomos 9 e 10 por Camilo Montagne e Achille Richard; Tomo 12: Atlas
- 1838-53 Madras Icones Plantarum Indiae Orientalis Robert Wight
- 1839 Paris Iconographie du genre Camellia Lorenzo Berlèse (1784-1863)[14]
- 1839 Londres A sketch of the vegetation of the Swan River Colony; John Lindley (1799 - 1865)
- 1839 Paris Cactearum Genera Nova Speciesque Novae; Charles Antoine Lemaire (1800 - 1871)
- 1839-43 Allgemeine Naturgeschichte; Lorenz Oken (1779 - 1851)
- 1839-45 Paris Voyage botanique dans le midi de l'Espagne; Pierre Edmond Boissier (1810 - 1885)
- 1840 Die Natzlichen Und Schadlichen Schwamme Harald Othmar Lenz (1799-1870)
- 1840 São Petersburgo Illustrationes algarum in itinere circa orbem jussu Imperatoris Nicolai I Alexander Philipov Postels (1801-1871) Franz Joseph Ruprecht (1814-1870)
- 1840-44 Verhandelingen over de Naturlijke Geschiedenis der Nederlandsche Overzeesche Bezittingen; Pieter Willem Korthals (1807 – 1892)
- 1840-1906 Flora Brasiliensis Carl Friedrich Philipp von Martius (1794-1868) et al.[15]
- 1841-47 Iconographie descriptive des cactees  Lem. Dumenil Maubert[3]
- 1842 Viena Catalogus horti academici vindobonensis; Stephan Ladislaus Endlicher (1804 - 1849)
- 1843 A Flora of the State of New York John Torrey
- 1843 Londres Paxton's magazine of botany Joseph Paxton (1803-1865)
- 1843-46 Paris Flore d’Amérique dessinée d’après nature sur les lieux Etienne Denisse (fl.1814-1845)
- 1843-54 Leipzig Diagnoses Plantarum Orientalium Novarum; Pierre Edmond Boissier (1810 - 25 1885)
- 1844-47 Hamburgo Plantae Preissianae; Johann Georg Christian Lehmann
- 1844-73 Prodromus Systematis Naturalis Regni Vegetabilis Alphonse Pyrame de Candolle (1805-1893)
- 1845-83 Gante Flore des Serre Louis van Houtte (1810-1876) Lem. (1800-1871) Michael Josef Francois Scheidweiler (1799-1861)
- 1846 Madras Spicilegium Neilgherrense Robert Wight (1796-1872)
- 1848-60 Gante Nouvelle Iconographie des Camellias Ambroise Verschaffelt Bernard Léon
- 1849 Nova Iorque A Forget-Me-Not. Flowers from nature Clarissa W. Munger Badger
- 1849 Berlim Flora von Nord- und Mittel-Deutschland; Christian August Friedrich Garcke (1819 - 1904)
- 1849 Paris Histoire Naturelle des quinquinas, ou monograph du genre Cinchona Hugh Algernon Weddell (1819-1877)
- 1849-51 Leida Museum Botanicum; Carl Ludwig Blume (1796 - 1862)
- 1849-51 The Rhododendrons of Sikkim-Himalaya Joseph Dalton Hooker (1817-1911) Walter Hood Fitch (1817-1892)
- 1849-96 Florença Flora italiana, ossia descrizione delle piante; Filippo Parlatore (1816 - 1877)
- 1850-52 Bruxelas Album de pomologie Alexandre Joseph Désiré Bivort (1809-1872)
- 1850-52 Londres Paxton’s Flower Garden Lindl. (1799-1865) Joseph Paxton (1803-1865)

### 1851-1899

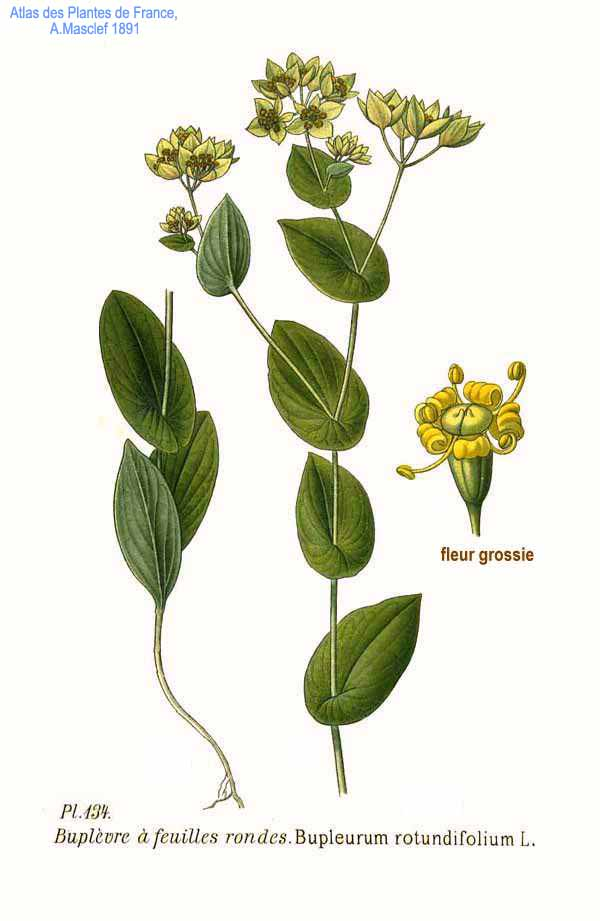
Bupleurum rotundifolium em Atlas des plantes de France Amédée Masclef (1858-?)

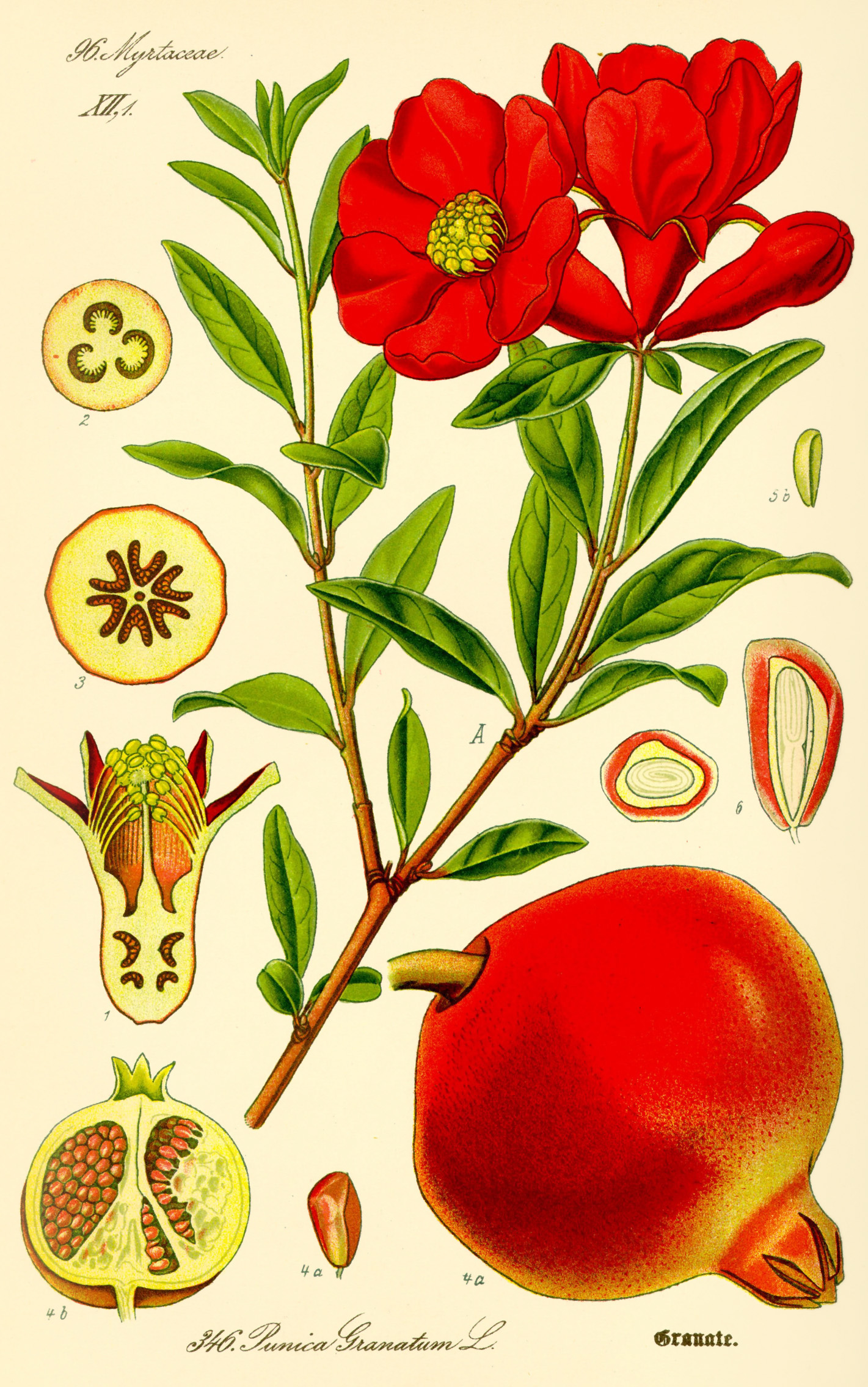
Punica granatum em Flora von Deutschland

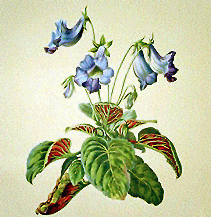
Ilustração de Anton Hartinger (1806 - 1890). "Paradisus Vindobonensis. Abbildungen seltener und schönblühender (Imagens de plantas raras) Pflanzen der Wiener und anderer Museen." Viena, 1844 - 1860.

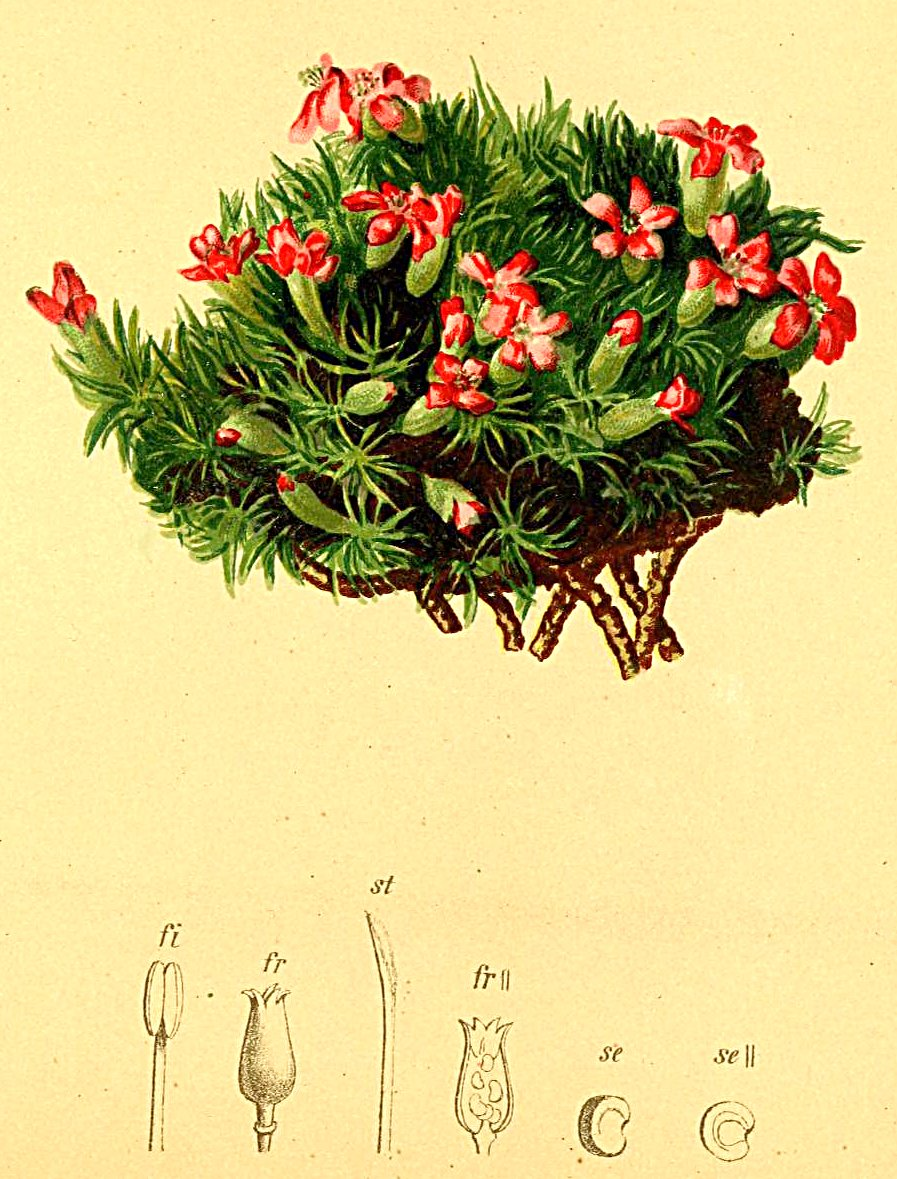
Silene acaulis em Atlas der Alpenflora

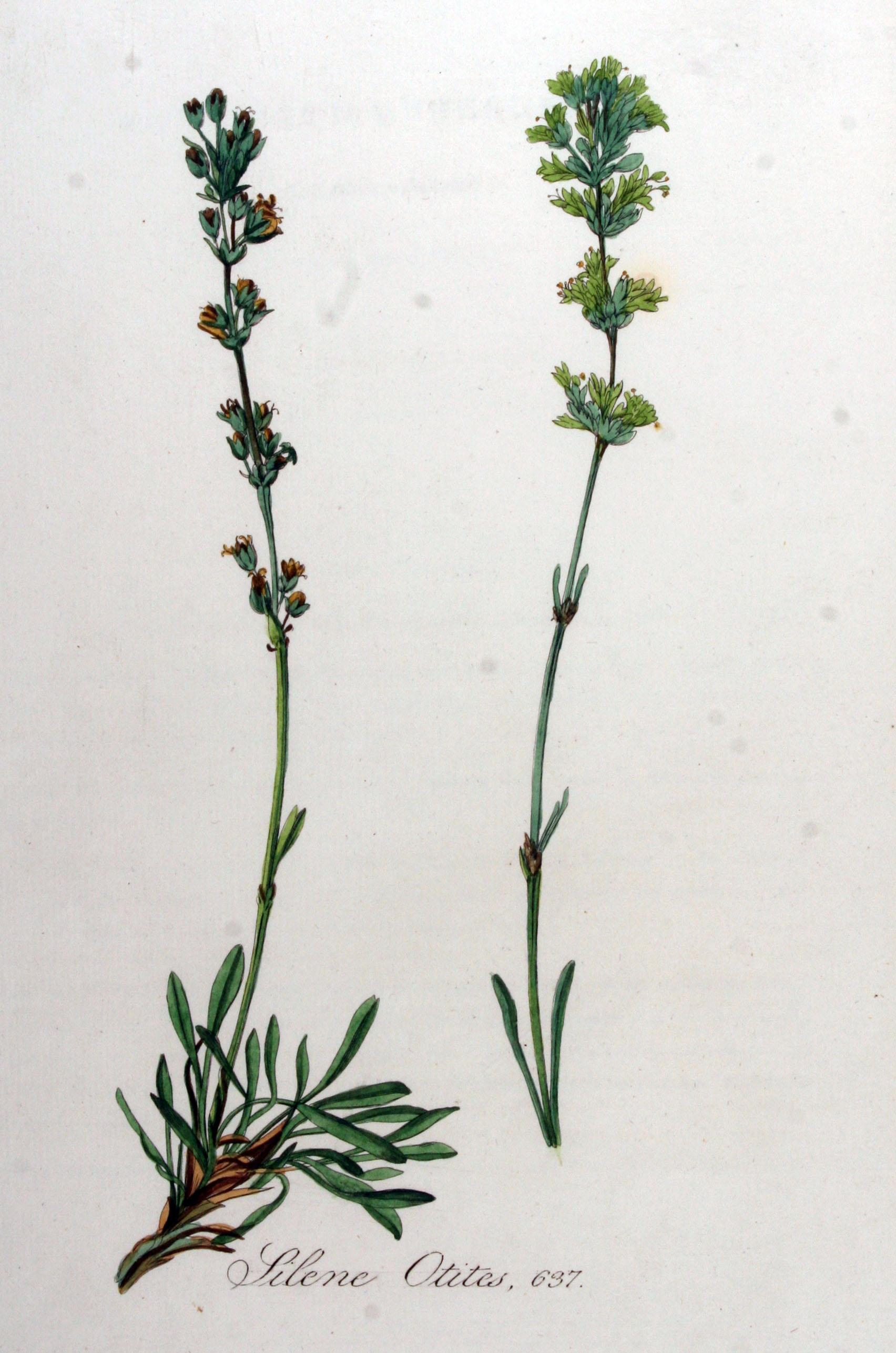
Silene otites em Flora Batava

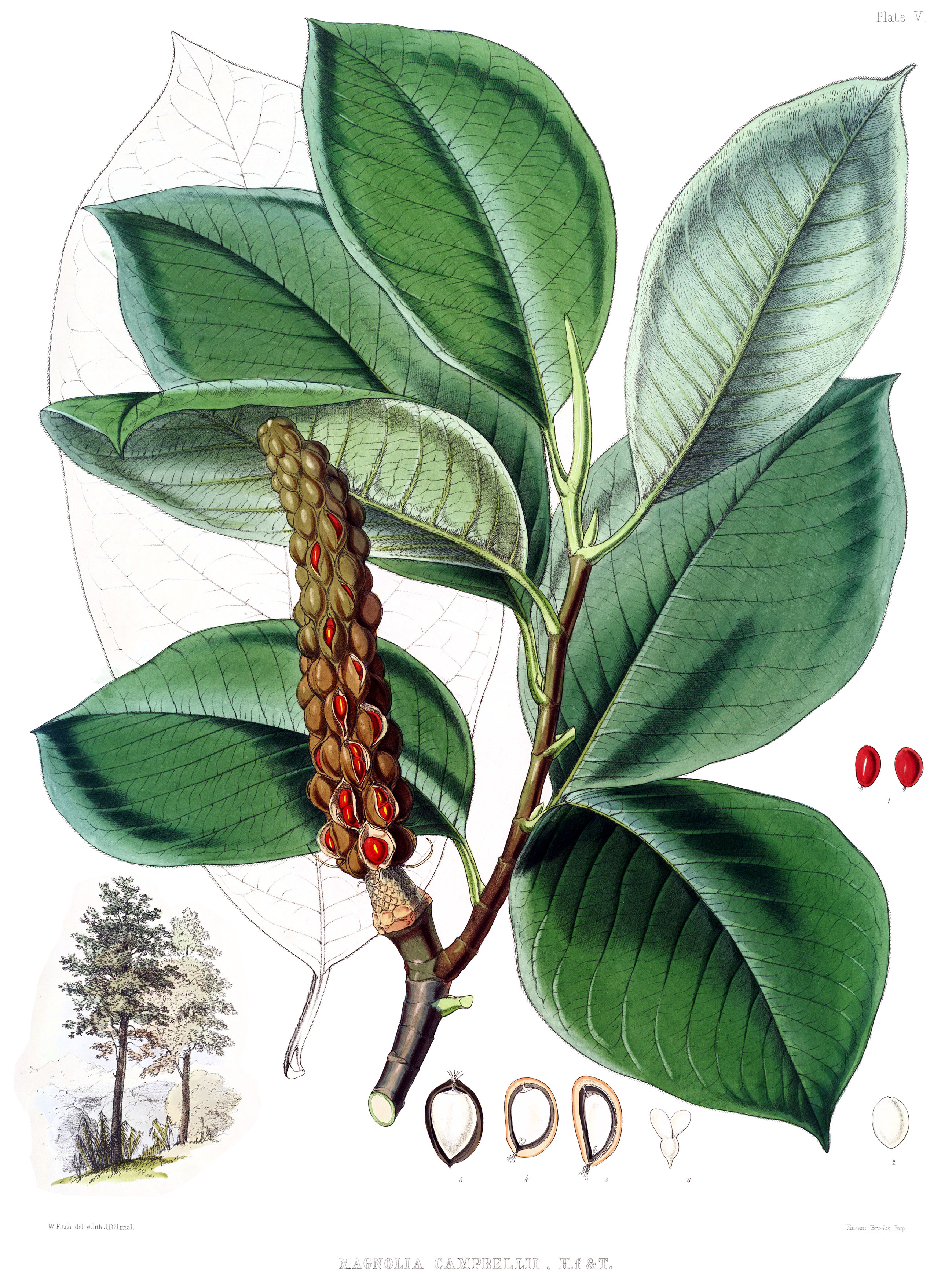
Magnolia campbellii em Flora Indica

- 1851 A Century of Orchidaceous Plants William J Hooker (1785-1865) Walter Hood Fitch (1817-1892)
- 1851 Praga Beschreibung und Cultur Orchideen Josst
- 1853 Historia Naturalis Palmarum; Carl Friedrich Philipp von Martius
- 1853 Washington Exploration of the Red River of Louisiana; Randolph Barnes Marcy (1812 – 1887)
- 1853 Paris Gramineae Chilenses Émile Desvaux[3]
- 1853 Viena Pflanzen Blumen und Blätter Alois Auer (fl.1840s-1850s)
- 1853-54 Hortus Dendrologicus; Karl Heinrich Emil Koch ( 1809 – 1879)
- 1853-55 Estugarda Synopsis Plantarum Glumacearum; Ernst Gottlieb de Steudel (1783 - 1856)
- 1853-60 Annales de Pomologie Belge et étrangère Alexandre Joseph Désiré Bivort (1809-1872) Séraph Bavay
- 1854 Amesterdão Handboek tot de Kennis, Voortkweeking van Cactus-soorten J. J. Krook
- 1854-60 Pescatorea Linden (1817-1898) François De Tollenaere Maubert
- 1854-96 Bélgica L'Illustration Horticole Journal Special Des Serre et Des Jardins Lem. (1800-1871) Linden (1817-1898) Verschaffelt
- 1855 Illustrations of Himalayan Plants Joseph Dalton Hooker (1817-1911) Walter Hood Fitch (1817-1892)[3]
- 1855 Flora Indica; Joseph Dalton Hooker & Thomas Thomson
- 1855-57 Paris Chloris andina : essai d'une flore de la région alpine des Cordillères de l'Amérique du Sud Hugh Algernon Weddell (1819-1877)[3]
- 1855-56 Physiotypia Plantarum Austriacarum der Naturselbstdruck Constantin von Ettingshausen (1826-1897)
- 1855-58 Flora Tasmaniae; Joseph Dalton Hooker (1817 – 1911)
- 1857 The Ferns of Great Britain and Ireland Thomas Moore Henry Bradbury (1831-1860)
- 1858 Leida Florae Javae et insularum adjacentium nova series Carl Ludwig Blume (1796-1862)[13]
- 1858-82 Fragmenta Phytographiae Australiae Ferdinand von Mueller
- 1858-1900 Leipzig Xenia Orchidacea. Beiträge zur Kenntniss der Orchideen Heinrich Gustav Reichenbach (1823-1889) Friedrich Wilhelm Ludwig Kraenzlin (1847-1934)
- 1859 Dublin Thesaurus Capensis or Illustrations of the South African Flora William Henry Harvey (1811-1866)
- 1859 Nice Les Champignons De La Province De Nice Jean Baptiste Barla (1817-1896)
- 1859 São Petersburgo Primitiae Florae Amurensis; Karl Ivanovich Maximowicz (1827 - 1891)
- 1859-60 The Nature-printed British Sea-weeds Henry Bradbury (1831-1860)
- 1859-60 Hortus Lindenianus Linden (1817-1898)
- 1859 Nature-Printed British Ferns Henry Bradbury (1831-1860)
- 1859-64 Londres Flora of the British West Indian Islands; August Heinrich Rudolf Grisebach (1814 - 1879)
- 1860 Londres Outlines Of British Fungology Miles Joseph Berkeley (1803-1889)
- 1860-64 Paris Diagnoses d'Espéces Nouvelles; Claude Thomas Alexis Jordan
- 1862-65-91 Londres Select Orchidaceous Plants R.Warner) (1814-1896) Benjamin Samuel Williams (1824-1890) Walter Hood Fitch (1817-1892) James Andrews
- 1863 Viena Beiträge zur Morphologie und Biologie der Familie der Orchideen JG Beer
- 1863-78 Londres Flora Australiensis; George Bentham, Ferdinand von Mueller
- 1863-84 Londres Pinetum Britannicum Edward James Ravenscroft (1816-1890)
- 1864-74 A Monograph of Odontoglossum James Bateman Walter Hood Fitch (1817-1892)[3]
- 1865 Handbook of the British Flora George Bentham (1800-1884) William Jackson Hooker (1786-1865) Walter Hood Fitch (1817-1892)
- 1866 Paris Icones Euphorbiarum ou figures de cent vingt-deux espèces du Genre Euphorbia Pierre E. Boissier (1810-1885) Jean Christoph Heyland (nacido Kumpfler) (1792-1866)
- 1867 Paris Traité général des conifères; Élie-Abel Carrière (1818 – 1896)
- 1867 Londres A Second Century of Orchidaceous Plants James Bateman (1811-1897) Walter Hood Fitch (1817-1892)
- 1867-88 Basileia Flora Orientalis; Pierre Edmond Boissier (1810 - 1885)
- 1868 Nice Flore illustrée de Nice et des Alpes-Maritimes JB Barla
- 1868 Paris Les Cactées; Charles Lemaire (1800 - 1871)
- 1869-73 Erlangen Dendrologie; Karl Heinrich Emil Koch (1809 – 1879)
- 1871 Londres Handbook Of British Fungi Mordecai Cubitt Cooke (1825-1914)
- 1871-1905 Leida Musée botanique de Leide Willem Frederik Reinier Suringar (ed.) A.J. Kouwels A.J. Wendel
- 1874 Londres A monograph of Odontoglossum James Bateman (1811-1897) Walter Hood Fitch (1817-1892)
- 1875-94 Sydney Australian Orchids Robert D. FitzGerald (1830-1892) Charles Potter A.J.Stopps[13]
- 1875-97 Londres The Flora of British India; Joseph Dalton Hooker (1817 – 1911)
- 1877 Londres Flora of Mauritius and the Seychelles; John Gilbert Baker (1834 - 1920)
- 1877-80 Monograph of the Genus Lilium Henry John Elwes (1846-1922) Walter Hood Fitch (1817-1892)[3]
- 1877-83 Manila Flora de Filipinas Francisco Manuel Blanco (1778-1845), Lorenzo Guerrero, Regino García y Basa, Fabián Domingo, C.Arguelles, J.Garcia, Rosendo García, Félix Martínez[16]
- 1877-90 Génova Malesia, raccolta; Odoardo Beccari (1843 - 1920)
- 1878-81 Hamburgo Otia Botanica Hamburgensia; Heinrich Gustav Reichenbach (1823-1889)
- 1878-96 Paris Monographiae Phanerogamarum; Alphonse Pyrame de Candolle & Anne Casimir Pyrame de Candolle
- 1879 Gottingen Symbolae ad Floram Argentinam; August Heinrich Rudolf Grisebach (1814 - 1879)
- 1879-88 Londres Biologia Centrali-Americana William Botting Hemsley
- 1880 Paris Les Orchidées. Histoire Iconographique Emile de Puydt[13]
- 1880 Bruxelas Fleurs, fruits et feuillages choisis de l'ille de Java Berthe Hoola van Nooten[3]
- 1881-93 L'Orchidophile; Journal des Amateurs d'Orchidées A. Godefroy-Lebeuf Guillaume Severeyns F. Stroobant Jeanne Koch.
- 1882 Viena Atlas der Alpenflora; Anton Hartinger(1806 - 1890)
- 1882-83 Berlim Deutsche Pomologie Wilhelm Lauche
- 1882-97 Londres The Orchid Album R.Warner Thomas Moore John Nugent Fitch (1840-1927) Benjamin Samuel Williams (1824-1890)
- 1885 Londres Orchids the Royal Family of Plants Harriet S. Miner
- 1885 Gera Flora von Deutschland; Otto Wilhelm Thomé (1840 - 1925)
- 1885-94 Bruxelas Iconographie des Orchidées Linden (1817-1898) L.Linden Em. Rodigas R.A.Rolfe
- 1887 Heidelberg Entwurf einer naturlichen Anordnung der Orchideen; Ernst Hugo Heinrich Pfitzer (1846 - 1906)
- 1887-94 Londres A Manual of Orchidaceous Plants Harry James Veitch (1840-1924)[13]
- 1888 Londres Handbook of the Amaryllideae; John Gilbert Baker (1834 - 1920)
- 1888 Argenteuil Les Cypripediées A. Godefroy-Lebeuf y Brown[17]
- 1888-94 Londres Reichenbachia: Orchids Illustrated and Described Henry Frederick Conrad Sander (1847-1920) Henry George Moon (1857-1905) Walter Hood Fitch (1817-1892)
- 1890 Estugarda Illustriertes Handbuch der Kakteenkunde Anton Daul
- 1890-1903 Plantae Europeae; K.Richt.
- 1891 Washington Plates 1849-1859 to Accompany a Report on the Forest Trees of North America Asa Gray (1810-1888)
- 1891 Paris Atlas des plantes de France Amédée Masclef (1858-?)
- 1891-1893 Revisio Generum Plantarum; Kuntze
- 1893-1913 Londres Icones Orchidearum Austro-Africanarum extra-tropicarum Harry Bolus (1834-1911)
- 1873-76 Viena Atlas der für den Weinbau Deutschlands und Österreichs Rudolf Goethe (1843-1911)
- 1894 Aepfel und Birnen Rudolf Goethe (1843-1911) Hermann Degenkolb Reinhard Mertens
- 1894 Bruxelas Les Orchidées Exotiques et leur culture en Europe L.Linden C.A. Cogniaux G.T. Grignan
- 1894 Londres The Orchid Grower's Manual Benjamin Samuel Williams (1824-1890)
- 1895 Berlim Handbuch der Tafeltraubenkultur Rudolf Goethe (1843-1911) Wilhelm Lauche
- 1896 Londres The genus Masdevallia Florence H Woolward (1854-1936) Friedrich Carl Lehmann
- 1896-1939 Berlim  Synopsis der Mitteleuropäischen Flora; Ascherson & Graebn.
- 1897-98 Washington Student's Hand-Book Of Mushrooms Of America Edible And Poisonous Thomas Taylor (1820-1910)
- 1896-1907 Bruxelas Dictionnaire Iconographique des Orchidees Alfred Cogniaux (1841-1916) Alphonse Goossens
- 1898 Leipzig Botanisches Bilderbuch für Jung und Alt Franz Bley
- 1898-1912 Durban Natal Plants John Medley Wood (1827-1914), Maurice Smethurst Evans (1854-1920), Frieda Lauth (1879-1949), Walter Jacques Haygarth (1862-1950)